# George W. Bush
George Walker Bush (pronúncia em inglês: [ˈdʒɔrdʒ ˈwɔːkər ˈbʊʃ] (escutarⓘ) (New Haven, 6 de julho de 1946) é um político estadunidense que serviu como o 43.º Presidente dos Estados Unidos, de 2001 a 2009, e como o 46.º Governador do Texas, entre 1995 a 2000. Bush faz parte de uma proeminente família política dos Estados Unidos. É o filho mais velho de George H. W. Bush, o 41.º presidente dos Estados Unidos, e de Barbara Bush, fazendo-o um dos apenas dois presidentes norte-americanos a serem filhos de um presidente anterior. Seu irmão, Jeb Bush, foi Governador da Flórida e candidato à nomeação republicana para a eleição presidencial de 2016. Seu avô paterno, Prescott Bush, foi Senador dos Estados Unidos por Connecticut.
Depois de graduar-se pela Universidade de Yale em 1968 e pela Escola de Negócios de Harvard em 1975, Bush trabalhou na indústria do petróleo. Casou-se com Laura Welch em 1977 e concorreu, sem sucesso, para a Câmara dos Representantes pouco depois. Mais tarde, tornou-se sócio da equipe de baseball Texas Rangers e, em 1994, elegeu-se Governador do Texas após derrotar a Governadora Ann Richards. Bush foi eleito Presidente em 2000 depois de uma eleição acirrada e controversa sobre o rival democrata Al Gore, tornando-se o quarto Presidente a ser eleito com menos votos populares do que seu oponente.
Os ataques terroristas de 11 de setembro ocorreram oito meses após o início de seu primeiro mandato. Bush respondeu ao ataque com o que se tornou conhecido como a Doutrina Bush: lançou uma "Guerra ao Terror", e uma campanha militar internacional que incluiu a Guerra no Afeganistão em 2001 e a Guerra do Iraque em 2003. Também promoveu políticas relacionadas a economia, saúde, educação, reforma da Previdência Social, uma alteração da Constituição para proibir o casamento entre pessoas do mesmo sexo, e sancionou leis que resultaram em amplos cortes de impostos, além de promulgar o Ato Patriota.
Na eleição presidencial de 2004, Bush derrotou o Senador democrata John Kerry em outra eleição relativamente acirrada. Em seu segundo mandato, recebeu críticas cada vez mais fervorosas de todo o espectro político devido a sua atuação na Guerra do Iraque, no Furacão Katrina, e em outros assuntos. Com isso, o Partido Democrata recuperou o controle do Congresso nas eleições de 2006. Em dezembro de 2007, o país entrou em sua maior recessão pós-Segunda Guerra Mundial, muitas vezes referida como a "Grande Recessão", levando o governo Bush a obter a aprovação pelo Congresso de múltiplos programas econômicos destinados a preservar o sistema financeiro do país. Em 2009, foi sucedido pelo democrata Barack Obama. Desde então, retornou ao Texas, onde comprou uma casa em Dallas. Em 2010, publicou seu livro de memórias, Decision Points.  Sua presidência tem sido classificada como uma das piores da história dos Estados Unidos, mas, como muitos ex-presidentes, sua popularidade entre o povo tem melhorado desde que deixou o cargo.

## Início de vida e carreira

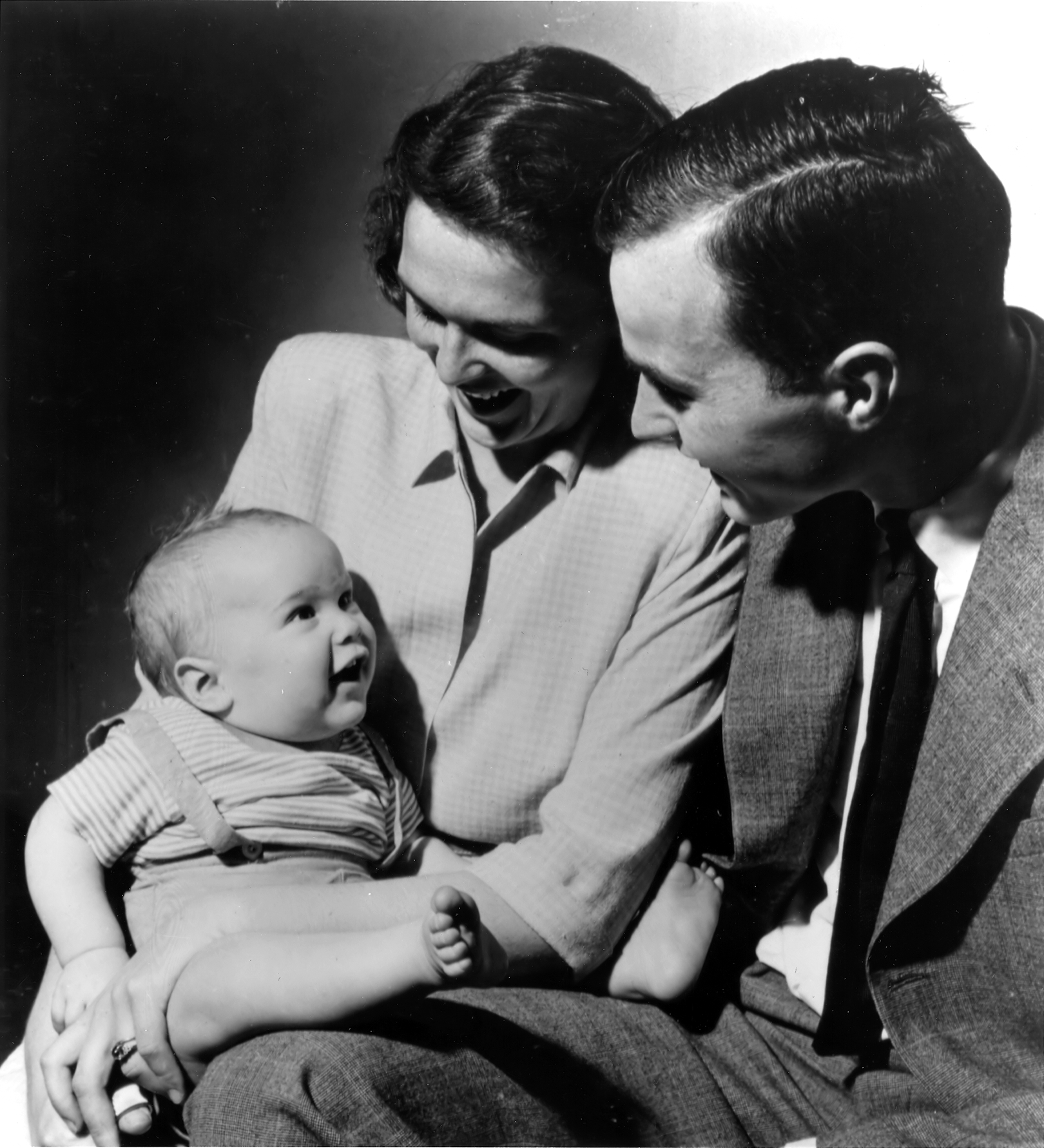
George W. Bush com seus pais, Barbara e George H. W. Bush, c. de 1947

George Walker Bush nasceu em 6 de julho de 1946 no Hospital Grace-New Haven (atualmente Hospital Yale–New Haven) em New Haven, Connecticut, sendo o primeiro filho de George Herbert Walker Bush e de sua esposa Barbara Bush. Foi criado em Midland e Houston, ambas cidades do Texas, com seus quatro irmãos: Jeb, Neil, Marvin e Dorothy. Outra irmã mais nova, Robin, morreu de leucemia aos três anos de idade em 1953. Seu pai, George H. W. Bush, foi Vice-presidente de Ronald Reagan de 1981 a 1989 e o 41.º Presidente dos Estados Unidos de 1989 a 1993. Seu avô, Prescott Bush, foi Senador dos Estados Unidos por Connecticut. Bush tem algumas ascendências inglesas e alemãs, juntamente com raízes mais distantes holandesas, galesas, irlandesas, francesas e escocesas.

### Educação
Bush frequentou escolas públicas em Midland até sua família mudar-se para Houston depois de completar a sétima série. Durante dois anos, frequentou a Escola Kinkaid, uma escola preparatória. Bush estudou o ensino médio na Academia Phillips, um internato, na época destinado a homens, em Andover, Massachusetts, onde jogou beisebol e foi líder de torcida durante seu último ano.
De 1964 a 1968, estudou na Universidade Yale, onde graduou-se com um diploma de Bacharelado de Artes em história. Durante esse período, foi um líder de torcida e integrou a fraternidade Delta Kappa Epsilon, presidindo-a em seu último ano. Também foi membro da sociedade secreta Crânio e Ossos e jogador de rugby. Bush caracterizou-se como um aluno mediano. A partir do outono de 1973,  passou a estudar na Escola de Negócios de Harvard. Graduou-se em 1975 com um Mestrado em Administração de Empresas (MBA). É o único Presidente dos Estados Unidos que obteve um MBA.

### Família e vida pessoal
Em um churrasco de quintal em 1977, amigos apresentaram-o a Laura Welch, uma professora e bibliotecária. Após um namoro de três meses, Laura aceitou sua proposta de casamento e eles se casaram no dia 5 de novembro daquele mesmo ano. O casal se estabeleceu em Midland, Texas. Bush deixou a Igreja Episcopal de sua família para juntar-se à Igreja Metodista Unida de sua esposa. Em 25 de novembro de 1981, Laura Bush deu à luz filhas gêmeas fraternas, Barbara e Jenna.

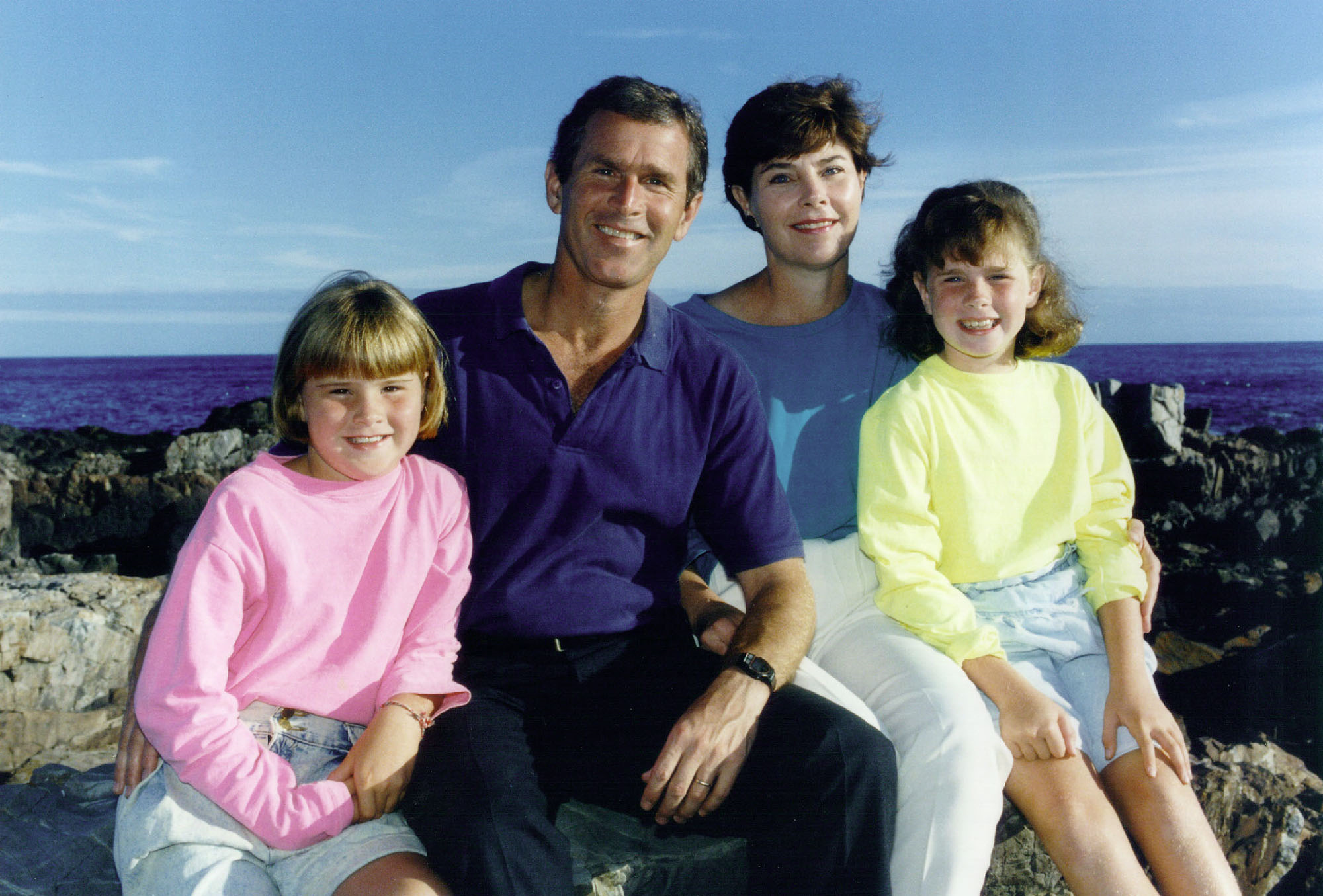
George e Laura Bush com suas filhas, Jenna e Barbara, em 1990

Antes de seu casamento, Bush teve vários episódios de consumo abusivo de álcool. Em um desses casos, em 4 de setembro de 1976, foi preso perto da residência de verão de sua família em Kennebunkport, Maine, por dirigir sob a influência de álcool. Declarou-se culpado, foi multado em 150 dólares e teve sua carteira de motorista de Maine brevemente suspensa. Bush afirmou que Laura teve um efeito estabilizador em sua vida, e atribuiu sua decisão de 1986 de afastar-se do álcool graças a influência de sua esposa.
Bush tem sido um ávido leitor ao longo de sua vida adulta, preferindo biografias e histórias. Enquanto Presidente, lia a Bíblia todos os dias. Também leu catorze biografias de Abraham Lincoln e, nos últimos três anos de sua presidência, leu 186 livros. Walt Harrington, jornalista, lembrou-se de ver "livros de John Fowles, F. Scott Fitzgerald, James Joyce e Gore Vidal, sobre biografias de Willa Cather e a Rainha Vitória" na casa de Bush na época em que era um produtor de petróleo. Outras atividades incluem fumar charuto e golfe.

### Carreira militar

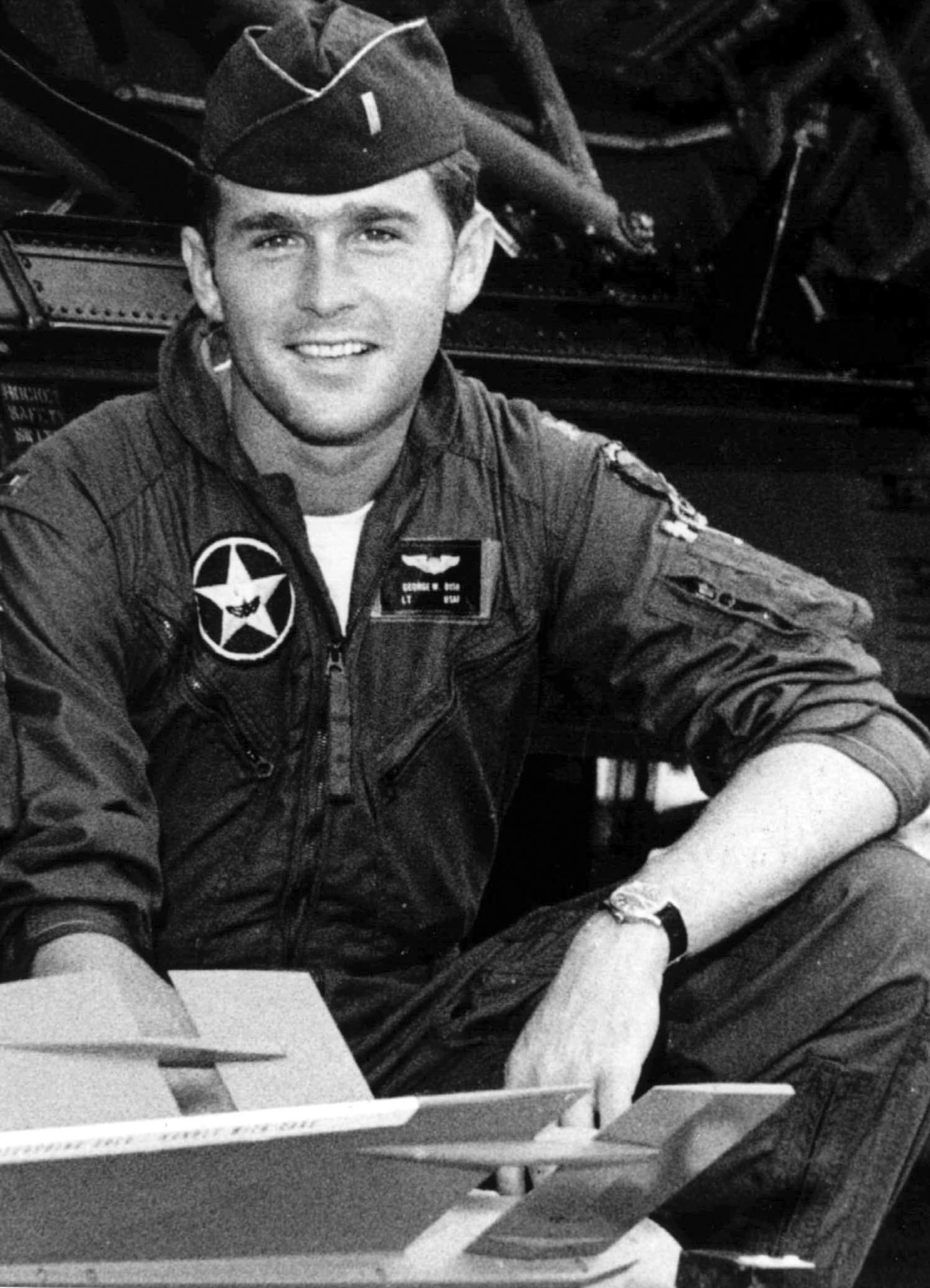
Tenente George W. Bush enquanto fazia parte da Guarda Nacional Aérea do Texas

Em maio de 1968, Bush foi comissionado pela Guarda Nacional Aérea do Texas. Depois de dois anos de serviço ativo para treinamento, foi designado para Houston, pilotando jatos Convair F-102. Os críticos, incluindo o ex-presidente do Comitê Nacional do Partido Democrata, Terry McAuliffe, alegaram que Bush foi tratado favoravelmente devido à posição política de seu pai, que na época era Membro da Câmara dos Representantes dos Estados Unidos pelo Texas, citando sua seleção como piloto apesar de seus baixos resultados no teste de aptidão para pilotos e sua presença irregular. Em junho de 2005, o Departamento de Defesa dos Estados Unidos divulgou todos os registros do trabalho de Bush na Guarda Nacional Aérea de Texas, que permanecem em seus arquivos oficiais.
No final de 1972 e início de 1973, recebeu autorização para transferir-se para a Guarda Aérea Nacional do Alabama. Mudou-se para Montgomery, Alabama, para trabalhar na malsucedida campanha do republicano Winton M. Blount ao Senado dos Estados Unidos. Em 1972, Bush foi suspenso de voar por ter faltado a um exame físico agendado. Foi honrosamente dispensado da Reserva da Força Aérea em 21 de novembro de 1974.

### Carreira empresarial
Em 1977, Bush estabeleceu a Arbusto Energy, uma pequena empresa de exploração de petróleo, embora não tenha começado as operações até o ano seguinte. Mais tarde, mudou o nome da empresa para Bush Exploration. Em 1984, a Bush Exploration se fundiu com a Spectrum 7, e Bush tornou-se presidente. A empresa foi prejudicada pela queda nos preços do petróleo, e Bush vendeu-a para a HKN, Inc. De acordo com as condições de venda, Bush tornou-se membro do conselho de administração da Spectrum 7. Questões de possíveis informações privilegiadas envolvendo a HKN surgiram, mas uma investigação da Comissão de Títulos e Câmbio dos Estados Unidos (SEC) concluiu que a informação que Bush tinha no momento da sua venda de ações não era suficiente para constituir uma informação privilegiada.
Em abril de 1989, Bush convidou um grupo de investidores para comprar uma participação majoritária na franquia de baseball Texas Rangers por 89 milhões e, no início, investiu 500 mil dólares, atuando como sócio-gerente geral por cinco anos. Liderou ativamente os projetos da equipe e assistiu regularmente seus jogos, muitas vezes escolhendo se sentar nas arquibancadas abertas com os torcedores. Investiu 800 mil na franquia e, em 1988, a venda de suas ações rendeu-lhe mais de 15 milhões.

### Início na política

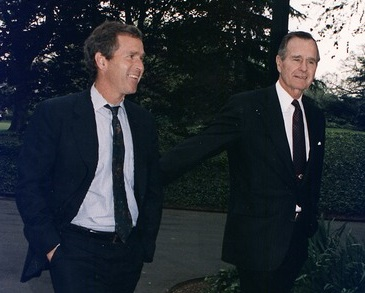
Bush com seu pai no lado externo da Casa Branca, em abril de 1992

Em 1978, Bush concorreu para a Câmara dos Representantes pelo 19.º distrito Congressional do Texas. O democrata George H. Mahon representou o distrito desde 1935, sendo o Decano da Câmara, e estava se aposentando. Na campanha, Bush enfatizou suas credenciais no setor energético e seus princípios conservadores. Seu oponente democrata, Kent Hance, no entanto, também tinha muitos pontos de vista conservadores, opondo-se ao controle de armas e a regulamentação rigorosa; Hence retratou, com êxito, Bush como sendo fora de contato com os texanos do interior. Hence acabou elegendo-se Representante com 53,2% dos votos, contra 46,8% de Bush.
Bush e sua família mudaram-se para Washington, D.C em 1988 para trabalharem na campanha de seu pai à presidência. Bush atuou como conselheiro de campanha e de ligação com a mídia, e ajudou seu pai fazendo campanha em todo o país. Em dezembro de 1991, foi uma das sete pessoas nomeadas para dirigir a campanha à reeleição de Bush pai em 1992, trabalhando como "conselheiro de campanha". No mês anterior, seu pai pediu-lhe para dizer ao Chefe de Gabinete, John H. Sununu, que ele deveria renunciar.

## Governador do Texas

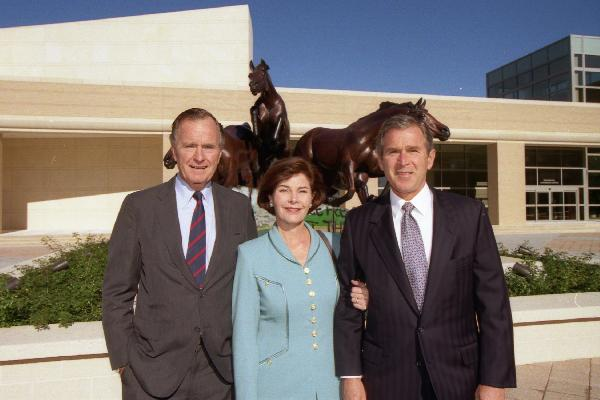
O Governador Bush com seu pai, o ex-presidente George H. W. Bush, e sua esposa, Laura, em 1997

Bush declarou sua candidatura para a eleição ao Governo do Texas em 1994 ao mesmo tempo em que seu irmão Jeb concorreu ao Governo da Flórida. A campanha de Bush centrou-se em quatro temas: reforma no bem-estar social, reforma nos delitos civis, redução do crime e melhoria da educação. Seus assessores de campanha foram Karen Hughes, Joe Allbaugh e Karl Rove. Depois de ganhar facilmente a primária republicana, Bush enfrentou a Governadora democrata Ann Richards. No decorrer da campanha, Bush prometeu sancionar um projeto de lei que permitiria aos texanos obter permissões para transportar armas escondidas. Richards vetou o projeto de lei, mas Bush o sancionou depois de se tornar governador. A The Atlantic Monthly noticiou que eleição conteve um boato de que a Governadora era lésbica e, além da revista, outros meios conectaram tal informação a Karl Rove, que negou ter se envolvido nesta questão. Bush foi eleito para o cargo com 2 350 825 votos (53,5%), contra 2 015 321 (45,9%) de Richards.
Bush usou um superávit orçamentário para impulsionar o maior corte de impostos do Texas, de dois bilhões de dólares. Ampliou o financiamento governamental para organizações que forneciam educação sobre os perigos do uso e abuso de álcool e drogas e que ajudavam a reduzir a violência doméstica. Os críticos alegaram que, durante seu mandato, o Texas ficou perto das últimas colocações nas avaliações ambientais. Os apoiadores apontaram seus esforços para aumentar os salários dos professores e melhorar os resultados dos exames educacionais.
Em 1998, Bush foi reeleito com 69% dos votos, um recorde. Tornou-se o primeiro Governador na história do Texas a ser eleito para dois mandatos consecutivos de quatro anos. Em seu segundo mandato, Bush promoveu organizações religiosas e desfrutou de altos índices de aprovação. Em 1999, sancionou um projeto de lei que exigiu que os retalhistas elétricos comprassem uma certa quantidade de energia gerada por fontes renováveis, o que ajudou o Texas a eventualmente se tornar o principal produtor de energia eólica nos Estados Unidos. Também proclamou o dia 10 de junho de 2000 como sendo o Dia de Jesus no Texas, um dia em que "exortou [a todos] os texanos a atender o chamado para ajudar os necessitados".

## Campanhas presidenciais

### Eleição presidencial de 2000

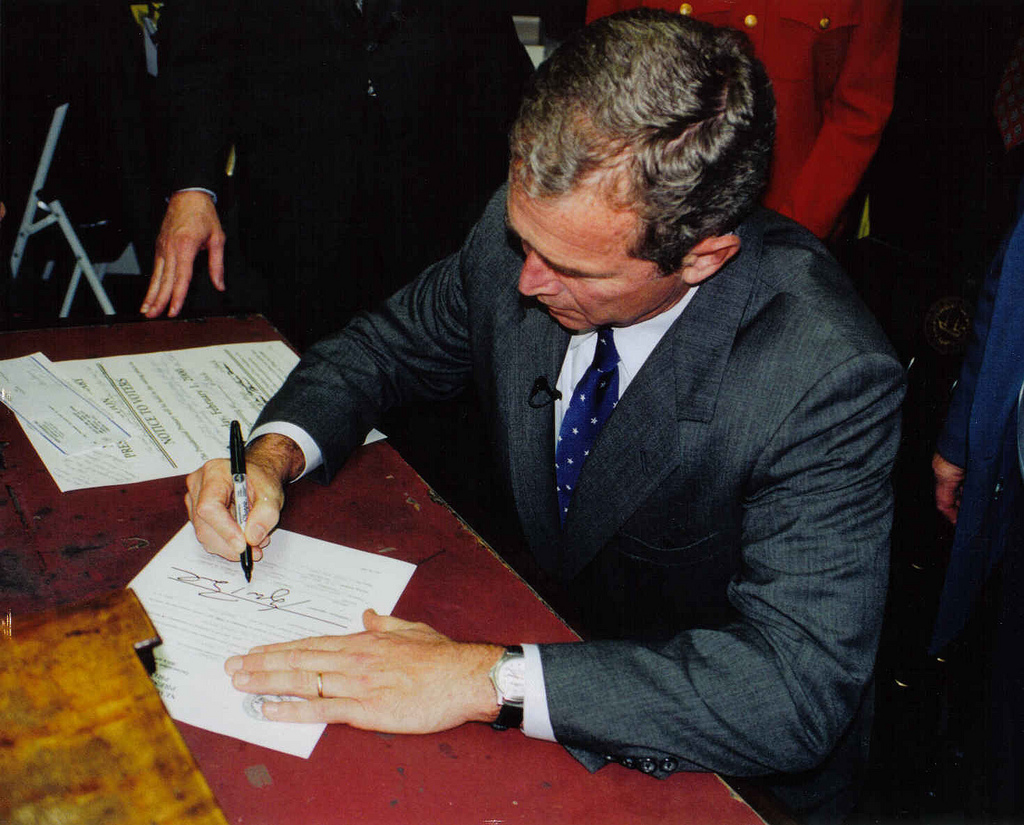
Bush em Concord assinando documentos para ser candidato à presidência na eleição de 2000

Com a ajuda do assessor político Karl Rove, Bush começou a se preparar para uma campanha presidencial em 2000 logo após sua vitória na eleição para Governador do Texas em 1994. Após a derrota do candidato republicano Bob Dole na eleição presidencial de 1996, Bush foi amplamente visto como um dos principais candidatos à nomeação republicana de 2000. Depois de sua sólida reeleição como Governador em 1998, Bush tomou a dianteira na disputa pela indicação. Desanimados com a popularidade de Bush e a forte captação de recursos, potenciais candidatos republicanos como Jack Kemp e Colin Powell recusaram-se a entrar na disputa. Nos anos anteriores à eleição de 2000, Bush constituiu uma sólida equipe de conselheiros, com seus conselheiros econômicos sendo liderados pelo defensor da economia pelo lado da oferta Lawrence B. Lindsey, e sua equipe de política externa liderada por Condoleezza Rice. Embora vários republicanos tenham desistido de concorrer contra Bush, o Senador pelo Arizona, John McCain, lançou sua candidatura e recebeu o apoio de muitos moderados e falcões da guerra. A derrota de McCain na Carolina do Sul efetivamente encerrou as primárias republicanas de 2000, e Bush foi oficialmente nomeado para representar o partido na disputa presidencial na Convenção Nacional Republicana de 2000. Bush selecionou o ex-secretário de Defesa Dick Cheney como seu companheiro de chapa; embora Cheney oferecesse pouco apelo eleitoral e tinha problemas de saúde, Bush pensou que a extensa experiência de Cheney o tornaria um valioso parceiro no governo.

Na eleição de 2000, Bush conseguiu 271 dos 538 votos no Colégio Eleitoral. Em vermelho, os estados vencidos por Bush

Com o Presidente Bill Clinton encerrando seu segundo mandato, os democratas nomearam o Vice-presidente Al Gore. A campanha de Bush enfatizou seu caráter em contraste com o de Clinton, que esteve envolvido no escândalo Lewinsky durante grande parte do segundo mandato. Nos debates presidenciais, Bush excedeu as expectativas de muitos ao defender suas posições contra Gore, e Bush manteve uma liderança substancial em várias pesquisas realizadas após o debate final em outubro. No entanto, a descoberta de sua prisão em 1976 prejudicou o impulso de Bush e, à medida que a noite das eleições se aproximava, a eleição era amplamente considerada como muito próxima. Na noite da eleição, várias redes de televisão anunciaram a vitória de Gore com base em pesquisas de boca de urna e resultados iniciais, mas, na medida que a apuração continuava, as redes reverteram seus prognósticos iniciais e declararam Bush como o vitorioso. A Flórida surgiu como o estado-chave nas eleições, pois quem vencesse no Estado ganharia a Presidência. Os números oficiais mostraram Bush na liderança, mas com menos de dois mil votos de um total de 5,9 milhões de votos, e ambas as campanhas despacharam advogados para se envolverem na batalha legal sobre a subsequente recontagem. A Suprema Corte da Flórida ordenou uma recontagem, o que foi anulado pela Suprema Corte no caso de Bush v. Gore. Bush acabou vencendo a eleição com 271 votos no Colégio Eleitoral em comparação com os 266 de Gore. Nos votos populares, Gore obteve 51 milhões de votos, contra 50,4 milhões de Bush, fazendo com que se tornasse o quarto Presidente norte-americano a ser eleito apesar de ter recebido menos votos populares. Nas eleições simultâneas para o Congresso, os republicanos mantiveram uma estreita vitória na Câmara, mas perderam cinco cadeiras no Senado, que ficou composto por cinquenta democratas e cinquenta republicanos.

### Eleição presidencial de 2004

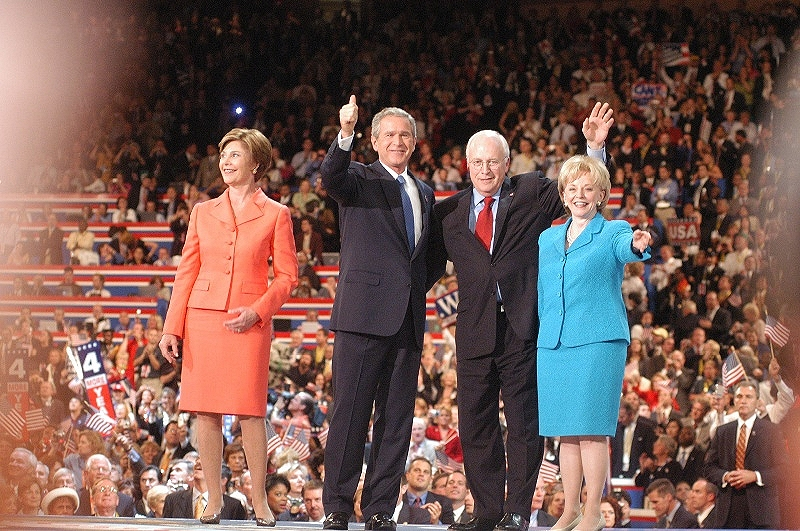
Os Bush e os Cheney na Convenção Nacional Republicana de 2004

Bush e sua equipe de campanha aproveitaram a ideia de Bush como sendo um "forte líder em tempo de guerra", embora isso tenha sido prejudicado pela cada vez mais impopular Guerra do Iraque. A plataforma republicana enfatizou um forte compromisso com as guerras no Iraque e no Afeganistão, apoio ao Ato Patriota, mudanças na Constituição que proibiriam o aborto e o casamento entre pessoas do mesmo sexo, uma reforma na Segurança Social, a oposição aos controles obrigatórios das emissões de carbono, entre outros. Com medo de que pudesse prejudicar as chances de reeleição de Bush, Cheney ofereceu se retirar da chapa, mas Bush recusou esta proposta, e os dois foram novamente indicados, de forma unânime, pela Convenção Nacional Republicana de 2004.

Na eleição de 2004, Bush conseguiu 286 dos 538 votos no Colégio Eleitoral

Nas primárias democratas de 2004, o Senador John Kerry, de Massachusetts, derrotou vários outros candidatos, incluindo John Edwards, Howard Dean e Wesley Clark, ganhando efetivamente a indicação em 2 de março. Kerry procurou convencer o Senador republicano John McCain a ser seu Vice-presidente, mas escolheu para a função o Senador John Edwards, da Carolina do Norte, depois que McCain rejeitou a proposta. Um veterano da Guerra do Vietnã, Kerry votou para autorizar a Guerra do Iraque, mas mudou de opinião e passou a rejeitá-la. A campanha de Bush procurou definir as opiniões de Kerry como "inconsistentes" devido ao seu voto favorável ao projeto de lei que financiou as guerras do Afeganistão e do Iraque, e o retratou como um liberal que aumentaria os impostos e o tamanho do governo. Kerry e outros democratas atacaram Bush devido a Guerra do Iraque e o acusaram de não estimular a economia e a geração de empregos.
A eleição de 2004 viu um salto importante na participação do eleitorado; enquanto 105 milhões de pessoas votaram em 2000, 123 milhões votaram em 2004. Bush recebeu 50,7% dos votos populares, tornando-o o primeiro indivíduo a ganhar a maioria dos votos populares desde a eleição de 1988, enquanto Kerry conquistou 48,3% do eleitorado. Com 286 votos no Colégio Eleitoral, Bush reelegeu-se Presidente, vencendo em Iowa, Novo México e todos os estados que ganhou em 2000, exceto em Nova Hampshire. Os republicanos mantiveram o controle de ambas as casas do Congresso, elegendo 55 senadores (de cem) e 231 representantes (de 435).

## Presidente dos Estados Unidos

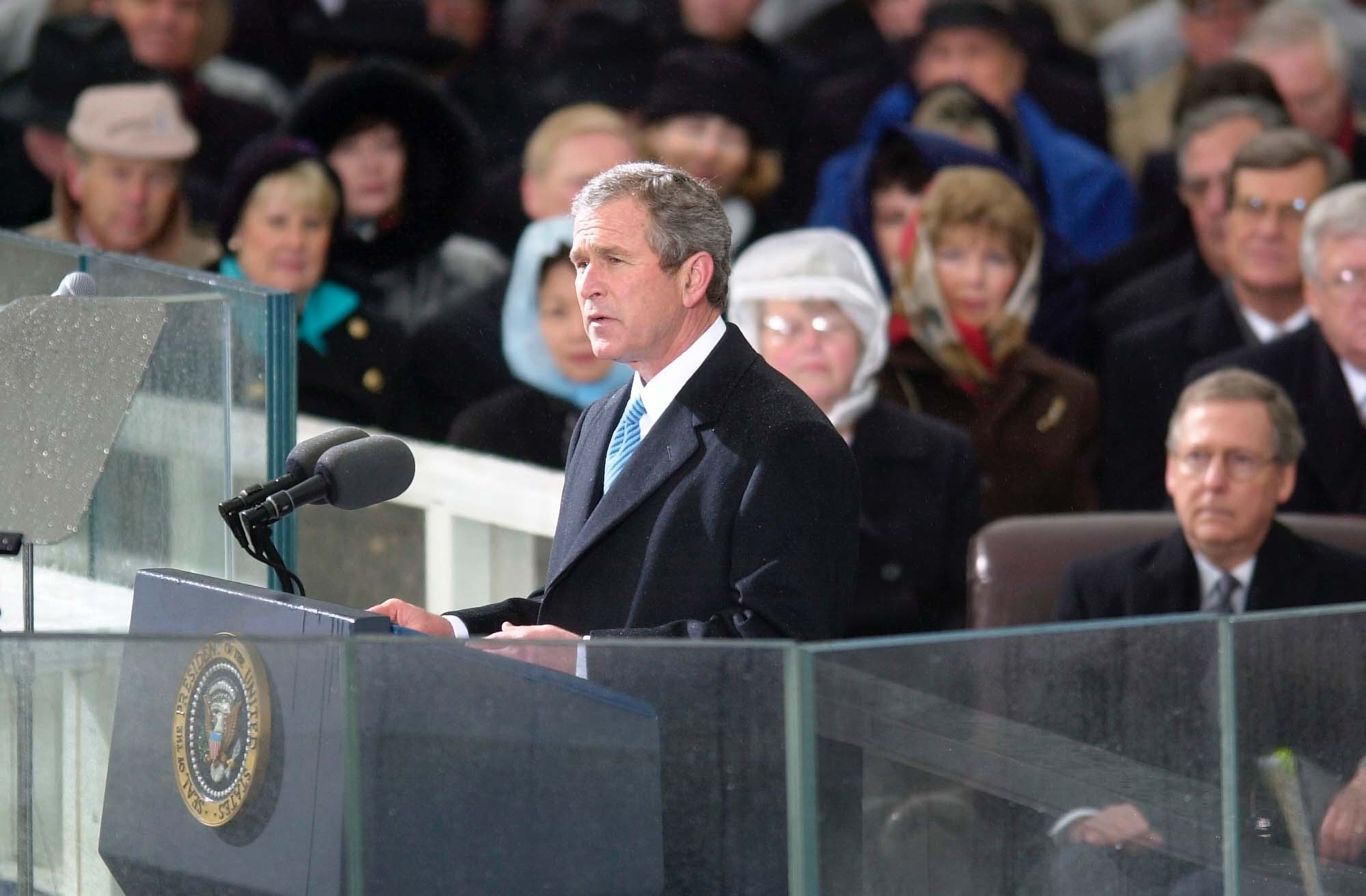
Bush discursando em sua primeira posse como Presidente

Bush originalmente delineou uma ambiciosa agenda para a política interna, mas suas prioridades foram significativamente alteradas após os ataques terroristas de 11 de setembro de 2001. Guerras foram travadas no Afeganistão e no Iraque, e houve significativos debates nos Estados Unidos sobre imigração, saúde, segurança social, política econômica e tratamento dos terroristas detidos. Ao longo de seus oito anos na Presidência, Bush possuiu altos índices de aprovação, que diminuíram constantemente, enquanto a desaprovação aumentou significativamente. Em 2007, os Estados Unidos entraram na maior recessão pós-Segunda Guerra Mundial.

### Política interna

#### Política econômica
Bush assumiu o cargo durante um período de recessão econômica na sequência do estouro da bolha da Internet. Os ataques terroristas também impactaram a economia. Bush aumentou as despesas do governo federal de 1,789 trilhões para 2,983 trilhões de dólares, correspondente a 60%, enquanto as receitas aumentaram de 2,025 trilhões de dólares para 2,524 trilhões de dólares. As receitas fiscais de renda individual aumentaram 14% e as receitas fiscais das empresas em 50%. As despesas discricionárias de defesa cresceram 107%, as despesas discricionárias domésticas em 62%, os gastos com Medicare em 131%, a segurança social em 51% e as despesas com segurança de renda em 130%. Ciclicamente ajustadas, as receitas aumentaram 35% e as despesas em 65%. O aumento das despesas foi o maior desde o governo de Lyndon B. Johnson.
O superávit no ano fiscal de 2000 foi de 37 bilhões de dólares, o terceiro superávit consecutivo e o maior de sempre. Em 2001, o orçamento de Bush estimou que haveria um superávit de 5,6 trilhões de dólares nos próximos dez anos. Diante da oposição do Congresso, Bush realizou reuniões semelhantes às das câmaras municipais em todo o país a fim de aumentar o apoio público ao seu plano para um programa de corte de impostos de 1,35 trilhão—um dos maiores cortes de impostos na história dos Estados Unidos. Bush argumentou que os fundos governamentais não utilizados deveriam ser devolvidos aos contribuintes, dizendo que "o superávit não é o dinheiro do governo. O superávit é o dinheiro das pessoas". O Presidente da Reserva Federal, Alan Greenspan, alegou que o corte de impostos poderia impulsionar a economia em recessão e Bush declarou que a medida estimularia a economia e criaria empregos. O Secretário do Tesouro, Paul H. O'Neill, opôs-se a algumas das reduções de impostos argumentando que contribuiriam para déficits orçamentários e prejudicariam a segurança social. O'Neill, demitido em dezembro de 2002, contestou a afirmação, feita por Bush em seu livro Decision Points, de que ele nunca discordou abertamente com o Presidente sobre os cortes de impostos planejados. Em 2003, a economia mostrou sinais de melhora, embora o crescimento de empregos permanecesse estagnado. Naquele ano, outro programa de redução de impostos foi aprovado pelo Congresso e sancionado por Bush.

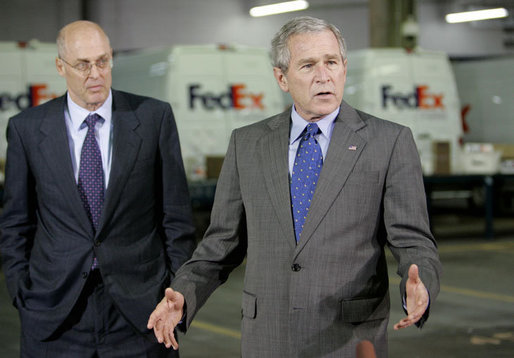
Bush ao lado do Secretário do Tesouro, Henry Paulson, em outubro de 2006

Durante os anos de 2001 a 2008, o Produto Interno Bruto cresceu a uma taxa média anual de 2,25%, menor do que nos ciclos econômicos anteriores. Bush iniciou seu primeiro mandato com o Dow Jones Industrial Average em 10 587 pontos, e o valor médio foi registrado em outubro de 2007, com mais de 14 000. Quando deixou o cargo, a média era de 7 949, um dos níveis mais baixos de sua presidência. O desemprego aumentou originalmente de 4,2% em janeiro de 2001 para 6,3% em junho de 2003, mas posteriormente caiu para 4,5% em julho de 2007, subindo para 7,2% no final de seu segundo mandato. Ajustada pela inflação, a renda média familiar caiu em 1.175 entre 2000 e 2007. A taxa de pobreza aumentou de 11,3% em 2000 para 12,3% em 2006, depois de atingir 12,7% em 2004. Em outubro de 2008, devido ao aumento das despesas, a dívida nacional atingiu 11,3 trilhões de dólares, um crescimento de mais de 100% em relação a 2000, quando a dívida era de 5,6 trilhões de dólares. A maior parte da dívida foi acumulada como resultado do que se tornou conhecido como "cortes nos impostos de Bush" e aumento das despesas de segurança nacional.
Em dezembro de 2007, os Estados Unidos entraram na maior recessão pós-Segunda Guerra Mundial, que incluiu uma correção do mercado imobiliário, uma crise das hipotecas subprime, o aumento dos preços do petróleo e uma desvalorização do dólar. Em fevereiro de 2008, 63 mil empregos foram perdidos, um recorde de cinco anos. Bush sancionou um pacote de estímulo econômico de 170 bilhões de dólares que visava melhorar a situação econômica, enviando cheques de desconto fiscal a muitos norte-americanos e oferecendo incentivos fiscais para empresas em dificuldades. Em setembro de 2008, a crise tornou-se muito mais séria, começando com a aquisição pelo governo da Fannie Mae e da Freddie Mac, seguida do colapso do banco Lehman Brothers e um resgate federal de 85 bilhões para a seguradora American International Group. Muitos economistas e governos mundiais consideraram que a situação se tornou a pior crise financeira desde a Grande Depressão. Em novembro de 2008, mais de quinhentos mil empregos foram perdidos, o que marcou a maior perda de empregos nos Estados Unidos em 34 anos. No final de 2008, os Estados Unidos perderam um total de 2,6 milhões de empregos.

#### Educação e saúde

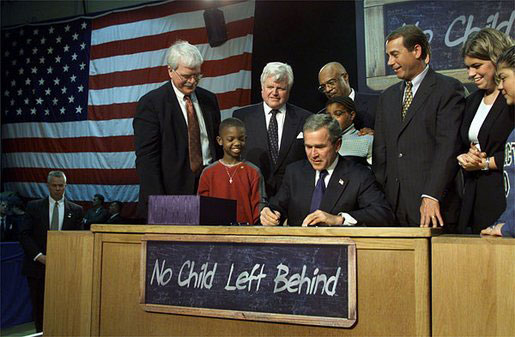
Bush sancionando o Ato Nenhuma Criança Deixada para Trás, em janeiro de 2002

Juntamente com cortes de impostos, a outra grande iniciativa política de Bush ao assumir o cargo foi a reforma educacional. Embora alguns republicanos do Congresso tenham pedido a abolição do Departamento de Educação, a exitosa campanha de Bush para a reforma educacional convenceu muitos republicanos, como o Representante John Boehner de Ohio, de que um projeto de reforma educacional aumentando o financiamento federal seria politicamente popular. Na busca de elaborar uma lei bipartidária, Bush buscou o auxílio do Senador democrata Ted Kennedy, um importante Senador liberal. Bush propôs o Ato Nenhuma Criança Deixada para Trás, que exigia extensivos testes para garantir que as escolas atendessem a padrões uniformes para habilidades como leitura e matemática, com o objetivo de "diminuir o abismo entre crianças com desempenho alto e baixo, especialmente o abismo existente entre estudantes de minorias e estudantes que não são de minorias". Bush esperava que os testes tornassem as escolas mais responsáveis por seu desempenho e permitissem aos pais mais informações na escolha das escolas que seus filhos estudariam. Kennedy compartilhou a preocupação de Bush com a educação de crianças empobrecidas e esperava aumentar o financiamento federal para a educação, mas ele se opôs fortemente aos cheques escolares propostos por Bush, o que permitiria que os pais usassem financiamento federal para pagar escolas privadas. Bush e Kennedy cooperaram para aprovar o Ato Nenhuma Criança Deixada para Trás, que não incluiu os cheques escolares, mas estabeleceu a ideia de Bush de testes nacionais. Ambas as casas do Congresso registraram uma aprovação esmagadora para a versão final do projeto de lei, que Bush sancionou em janeiro de 2002. No entanto, mais tarde, Kennedy criticou implementação do ato, argumentando que Bush havia prometido um grande financiamento federal para a educação.
Em dezembro de 2003, Bush sancionou um programa de benefícios de medicamentos do Medicare que, de acordo com Jan Crawford, resultou na "maior expansão no Estado de bem-estar dos Estados Unidos em quarenta anos"; os custos dessa legislação chegaram a 7 trilhões. Em 2007, Bush se opôs e vetou a legislação do Programa de Seguro de Saúde do Estado (SCHIP), que foi adicionada pelos democratas a uma lei de financiamento da guerra e aprovada pelo Congresso. A legislação do SCHIP teria ampliado significativamente os benefícios de assistência médica financiados pelo governo federal para crianças de algumas famílias de baixa renda, totalizando cerca de seis a dez milhões de crianças; seria financiado por um aumento no imposto sobre cigarros. Bush considerou a legislação como um movimento em direção à assistência médica socializada, e afirmou que o programa poderia beneficiar as famílias que recebiam até 83 mil dólares por ano, e que não precisavam da ajuda.

#### Serviços sociais e segurança social

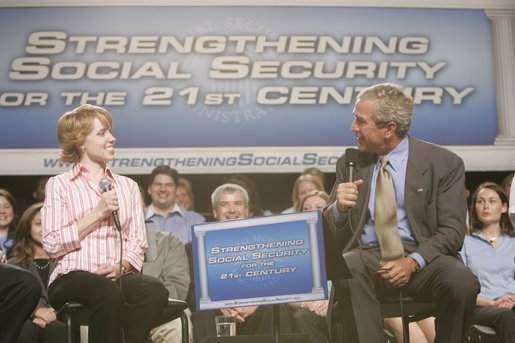
O presidente Bush debatendo a reforma da segurança social em Falls Church, Virgínia, em abril de 2005

Após os esforços dos republicanos para aprovar o Ato do Medicare de 2003, Bush sancionou o projeto de lei, que incluiu mudanças importantes no programa Medicare, proporcionando assistência aos beneficiários para pagar medicamentos prescritos. O grupo de lobby dos aposentados, o AARP, trabalhou com o governo Bush no programa e deu seu aval. Bush afirmou que a lei, estimada em 400 bilhões de dólares nos primeiros dez anos, proporcionaria aos idosos "melhores escolhas e mais controle sobre sua assistência médica".
Bush iniciou seu segundo mandato delineando uma importante iniciativa para "reformar" a Previdência Social, que enfrentava projeções recordes de déficit a partir de 2005. Bush tornou o assunto uma peça central de seu governo, apesar da oposição de alguns congressistas. No discurso de 2005 do Estado da União, abordou a potencial falência iminente do programa e delineou seu novo programa, que abrangeria a privatização parcial do sistema—algo que os democratas se opuseram. Na tentativa de obter apoio político, Bush embarcou em uma turnê de sessenta dias, fazendo campanha por sua iniciativa em eventos midiáticos conhecidos como "Conversas sobre Segurança Social". No entanto, o apoio do público à proposta diminuiu e as lideranças republicanas da Câmara decidiram não colocar a reforma da Segurança Social na lista de prioridades para o restante da agenda legislativa de 2005. As perspectivas legislativas da proposta foram ainda mais diminuídas pelas consequências políticas do Furacão Katrina, ocorrido no outono de 2005—a proposta não foi aprovada no restante do mandato de Bush pelo Congresso, onde os democratas ganharam o controle de ambas as câmaras como resultado das eleições de meio de mandato de 2006.

#### Política ambiental

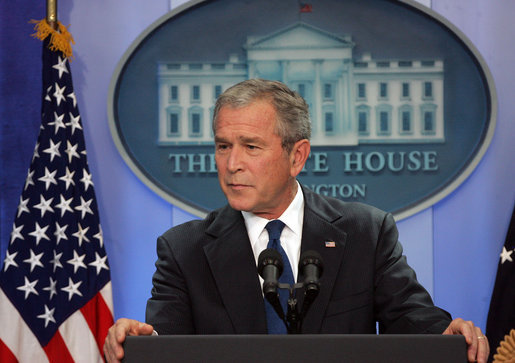
Bush em uma coletiva de imprensa na Casa Branca, em 2007

Como candidato à Presidência, Bush prometeu limpar as usinas e reduzir as emissões de gases de efeito estufa. Em um discurso em 29 de setembro de 2000, prometeu comprometer dois bilhões de dólares para o financiamento da pesquisa para o desenvolvimento do carvão limpo. No mesmo discurso, também prometeu trabalhar com o Congresso, grupos ambientais e o setor de energia para exigir uma redução das emissões de dióxido de enxofre, óxido de nitrogênio, mercúrio e dióxido de carbono no ambiente dentro de um "período de tempo razoável". Posteriormente, reverteu sua posição sobre essa promessa de campanha específica em março de 2001 em uma carta a Chuck Hagel, Senador por Nebraska, declarando que o dióxido de carbono não era considerado um poluente de acordo com o Ato do Ar Limpo, e que restringir as emissões de dióxido de carbono levaria a preços mais elevados da energia.
Em março de 2001, o governo Bush anunciou que não implementaria o Protocolo de Quioto, um tratado internacional assinado em 1997 que exigiria que as nações reduzissem suas emissões de gases de efeito estufa. O governo argumentou que a ratificação do tratado restringiria indevidamente o crescimento do país, ao mesmo tempo em que não limitava as emissões dos países em desenvolvimento. Em fevereiro de 2002, Bush anunciou sua alternativa ao Protocolo de Quioto: um plano para reduzir a intensidade de gases de efeito estufa em 18% ao longo de dez anos. Bush acreditava que o aquecimento global era real e um sério problema, mas afirmou que existia um "debate sobre se é feito pelo homem ou causado pela natureza". Em janeiro de 2009, nos últimos dias de seu segundo mandato, designou a maior área marítima protegida do mundo, do tamanho da Espanha, e que abrangia partes das Ilhas Marianas, o Atol Rosa e um arquipélago do Pacífico. A postura de seu governo sobre o aquecimento global permaneceu controversa nas comunidades científicas e ambientais. Os críticos alegaram que o governo Bush desinformou o público e não fez o suficiente para reduzir as emissões de carbono e deter o aquecimento global.

#### Imigração

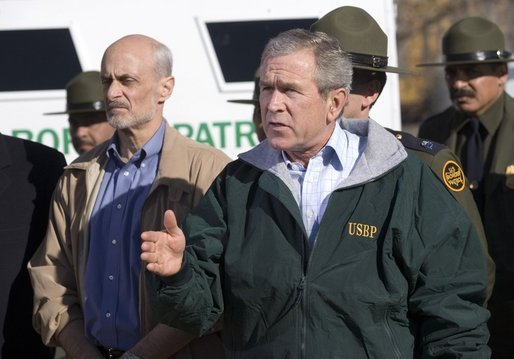
O presidente Bush debatendo a segurança da fronteira com o Diretor de Segurança Interna, Michael Chertoff, perto de El Paso, Texas, em novembro de 2005

Quase oito milhões de imigrantes foram para os Estados Unidos de 2000 a 2005, mais do que em qualquer outro período de cinco anos na história do país. Deste total, quase metade entrou ilegalmente. Em 2006, Bush instou o Congresso a permitir que mais de doze milhões de imigrantes ilegais trabalhassem nos Estados Unidos com a criação de um "programa temporário de trabalhadores convidados". O Presidente Bush também exortou o Congresso a fornecer fundos adicionais para a segurança das fronteiras e comprometeu-se a implementar seis mil soldados da Guarda Nacional dos Estados Unidos na fronteira entre Estados Unidos e México.
De maio a junho de 2007, Bush apoiou firmemente um projeto de lei relacionado à imigração, que foi redigido por um grupo bipartidário de senadores com a participação ativa de seu governo. O projeto previa um programa de legalização para imigrantes ilegais, com um eventual caminho para a cidadania; estabelecia um programa de oferta de empregos; uma série de reforço na aplicação da lei na fronteira e locais de trabalho; uma reforma no processo de inscrição do cartão verde com a introdução de um sistema de "mérito" baseado em pontos; entre outros. Bush argumentou que a falta de status legal negava as proteções das leis americanas a milhões de pessoas que enfrentavam riscos de pobreza e exploração, e penalizava os empregadores apesar da demanda por mão de obra imigrante. Bush alegou que o projeto de lei não era uma anistia. Seguiu-se um debate público acalorado, que resultou em uma divergência substancial dentro do Partido Republicano, enquanto a maioria dos conservadores se opôs por causa de suas cláusulas de legalização ou anistia. O projeto de lei foi eventualmente derrotado no Senado em 28 de junho de 2007, quando apenas 46 senadores votaram pelo encerramento dos debates e o posterior avanço para a etapa de votação sobre o projeto; eram necessários sessenta votos favoráveis. Bush expressou sua decepção com a derrota de uma de suas iniciativas internas. Mais tarde, seu governo propôs uma série de medidas de aplicação na imigração que não requeriam alteração na lei, o que incluiu um aumento da vigilância na fronteira.

#### Furacão Katrina

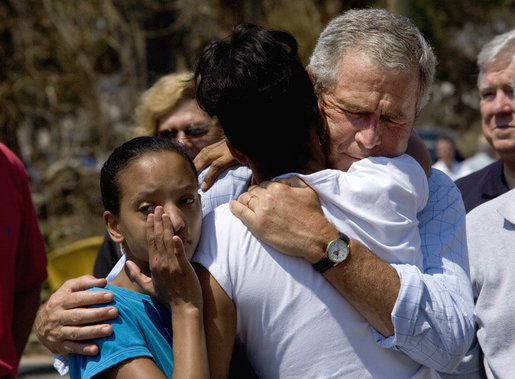
Bush abraçando vítimas do Furacão Katrina em Biloxi, Mississippi, em 2 de setembro de 2005

O Furacão Katrina, um dos desastres naturais mais prejudiciais da história dos Estados Unidos, atingiu o país no início do segundo mandato de Bush. O Katrina se formou no final de agosto durante a temporada de furacões do Atlântico de 2005 e devastou grande parte da região norte-central da Costa do Golfo, particularmente Nova Orleães. Bush declarou Estado de emergência na Louisiana em 27 de agosto e no Mississippi e Alabama no dia seguinte. O Presidente autorizou o Departamento de Segurança Interna e a Agência Federal de Gestão de Emergências a gerenciar o desastre, mas seu anúncio não estimulou essas agências a agir. O olho do furacão atingiu a terra em 29 de agosto, e Nova Orleães começou a inundar devido a brechas em diques; naquele dia, Bush declarou que um grande desastre existia na Louisiana, oficialmente autorizando a FEMA a começar a usar fundos federais para ajudar nos esforços de recuperação.
Em 30 de agosto, o Secretário do DHS, Michael Chertoff, declarou o ocorrido como "um incidente de importância nacional", desencadeando o primeiro uso do recém-criado Plano Nacional de Resposta. Três dias depois, em 2 de setembro, as tropas da Guarda Nacional entraram pela primeira vez na cidade de Nova Orleães. No mesmo dia, Bush visitou partes da Louisiana, Mississippi e Alabama e declarou que o sucesso dos esforços de recuperação até aquele momento não eram "suficientes". Na medida que o desastre em Nova Orleães se intensificou, os críticos acusaram que Bush estava desvirtuando o papel de seu governo no que eles viam como uma resposta falha ao incidente. Líderes atacaram Bush por ter designado pessoas aparentemente incompetentes para cargos de chefia na FEMA, notadamente Michael D. Brown; também foi argumentado que a resposta federal estava limitada como resultado do Iraque e o próprio Bush não agiu apesar das advertências de inundações. Mais de mil pessoas morreram como resultado do furacão, e Bush foi amplamente criticado por sua lenta resposta ao desastre. Bush respondeu às crescentes críticas aceitando a total responsabilidade pelas falhas do governo federal na administração da emergência. Seus índices de aprovação caíram para menos de 40% e, até o final de seu mandato, nunca se recuperaram.

#### Judiciário

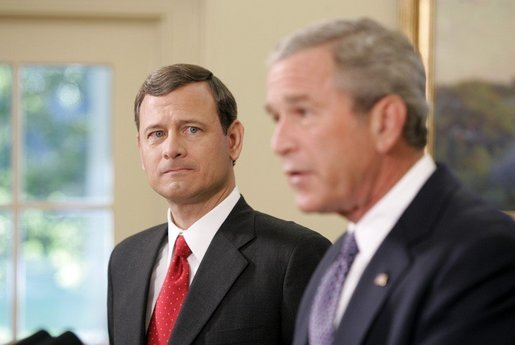
Bush com John Roberts, seu indicado para Chefe de Justiça da Suprema Corte, em 5 de setembro de 2005

Cheney e Harriet Miers foram encarregados de encontrar uma substituição adequada para William Rehnquist, pois havia rumores de que iria se aposentar como Chefe de Justiça. Eles escolheram John Roberts e Michael Luttig, ambos conservadores amplamente respeitados, como finalistas. Em junho de 2005, a Juíza Sandra Day O'Connor anunciou inesperadamente que renunciaria, e Bush nomeou Roberts para substitui-la. Depois que Rehnquist morreu em setembro, Bush considerou brevemente promover Antonin Scalia, mas preferiu nomear Roberts para o cargo. Roberts ganhou a confirmação do Senado por 78-22. Para substituir O'Connor, Bush queria encontrar uma candidata mulher, mas não estava satisfeito com as opções convencionais. O Presidente escolheu Miers, mas a nomeação imediatamente recebeu a oposição dos conservadores que temiam sua ideologia não comprovada e falta de experiência. Depois que o Líder da Maioria, Bill Frist, informou Bush que Miers não tinha os votos necessários para ganhar a confirmação, Miers desistiu. Bush então nomeou Samuel Alito, que recebeu forte apoio dos conservadores e oposição dos democratas, sendo confirmado por 58-42 em janeiro de 2006.

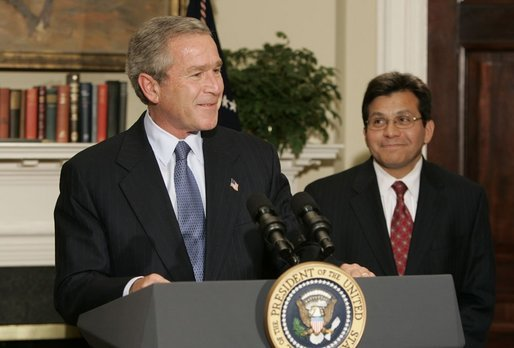
Bush discursando ao lado de Alberto Gonzales, seu indicado para o cargo de Procurador-geral, em novembro de 2004

Além de suas duas nomeações para a Suprema Corte, Bush nomeou 61 juízes para as Cortes de Apelação e 261 juízes para as Cortes Distritais. Até deixar o cargo, Bush era o terceiro Presidente com o maior número de nomeações judiciais, sendo superado apenas por Ronald Reagan e Bill Clinton.
Durante o segundo mandato de Bush, surgiu uma controvérsia sobre a demissão de procuradores federais. A Casa Branca sustentou que os procuradores foram demitidos por mau desempenho. O Procurador-geral Alberto Gonzales renunciou em meio a controvérsia, juntamente com outros membros seniores do Departamento de Justiça. O Comitê Judiciário da Câmara dos Representantes intimou os conselheiros Harriet Miers e Josh Bolten a testemunharem sobre esse assunto, mas Bush ordenou que Miers e Bolten não cumprissem essas intimações, invocando seu direito de privilégio executivo. O Departamento de Justiça determinou que a ordem do Presidente era legal, mas um juiz de uma Corte Distrital decidiu que os conselheiros não estavam imunes a testemunharem perante o Congresso. Embora as investigações do Congresso tenham focado se o Departamento de Justiça e a Casa Branca estavam usando os procuradores para obterem vantagem política, nenhuma descoberta foi divulgada. Em 2010, o investigador do Departamento de Justiça concluiu que, embora as considerações políticas tenham influenciado na demissão de quatro procuradores, as demissões eram "inapropriadas politicamente", mas não criminosas. De acordo com os promotores, não havia provas suficientes para sustentar uma acusação criminal.

### Política externa

Países visitados pelo Presidente George W. Bush durante seus dois mandatos

Antes de assumir a Presidência, Bush tinha pouca experiência com a política externa, e suas decisões foram orientadas por seus conselheiros. Bush aderiu às opiniões de seu Vice-presidente Dick Cheney e outros neoconservadores, que defendiam a difusão da democracia, usando a força se fosse preciso. Eles também enfatizavam a importância do multilateralismo, argumentando que, como a superpotência solitária do mundo, os Estados Unidos poderiam agir unilateralmente, se necessário. Embora em seus primeiros meses de mandato tenha se concentrado em questões internas, Bush retirou os Estados Unidos de vários acordos multilaterais existentes ou propostos, incluindo o Tratado de Kyoto, o Tratado sobre Mísseis Antibalísticos e a Corte Penal Internacional.
Em 2002, durante seu Discurso sobre o Estado da União, Bush estabeleceu o que se tornou conhecido como a Doutrina Bush. Embora esta doutrina tenha sido tecnicamente utilizada para justificar a invasão do Afeganistão, não foi claramente mencionada como uma questão de política até este discurso. Devido a possibilidade de novos ataques terroristas maciços orquestrados por organizações que existiam em múltiplos lugares em todo o mundo, Bush afirmou que os Estados Unidos implementariam uma política de ataques militares preventivos contra nações que hospedavam ou ajudavam uma organização terrorista hostil ao país. Bush descreveu o que chamou de "Eixo do mal", composto por três nações (Iraque, Coreia do Norte e Irã) que, segundo ele, representavam a maior ameaça para a paz mundial devido a busca por armas de destruição em massa e potencial para ajudar terroristas. O Iraque se tornou cada vez mais o objeto da atenção do governo Bush e a invasão do Iraque em 2003 e suas consequências se tornaram a questão central da política externa de sua Presidência.

#### Ataques de 11 de setembro

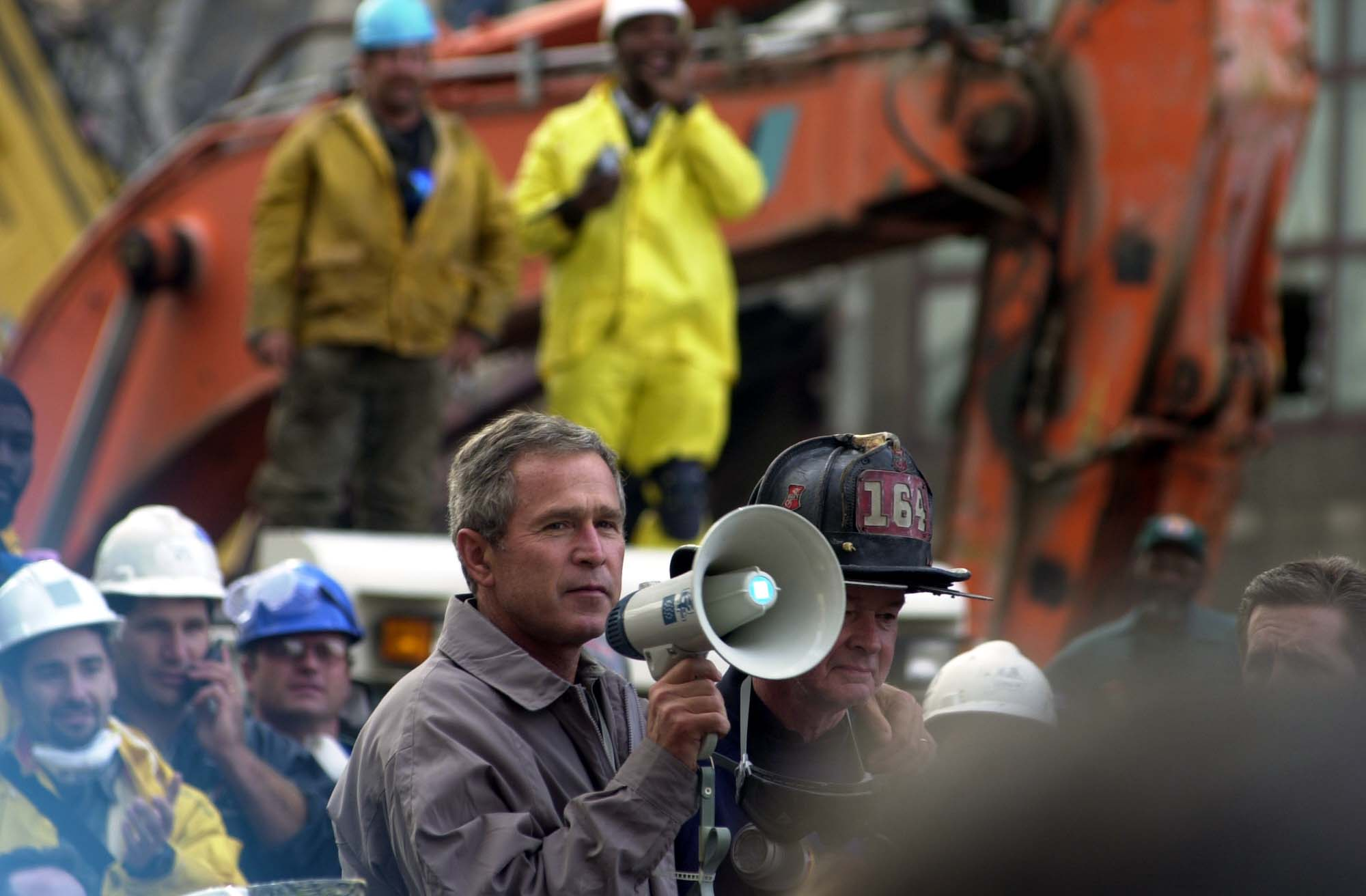
Bush discursando para trabalhadores de resgate no Ground Zero, em 14 de setembro de 2001

Em 11 de setembro de 2001, terroristas da Al-Qaeda sequestraram quatro aviões e colidiram dois deles contra as torres gêmeas do World Trade Center, na cidade de Nova Iorque, destruindo os dois arranha-céus de 110 andares. Outro avião caiu no Pentágono, enquanto o quarto avião foi derrubado na Pensilvânia após uma luta entre os terroristas e os passageiros da aeronave. Bush apareceu em rede nacional de televisão naquela noite, e prometeu punir aqueles que ajudaram a realizar os ataques, afirmando: "Não faremos distinção entre os terroristas que cometem esses atos e aqueles que os abrigam". Nos dias seguintes, Bush instou o público a repudiar os crimes de ódio e discriminação contra muçulmanos-americanos e árabes-americanos. Também declarou uma "Guerra ao Terror", instituindo novas políticas nacionais e estrangeiras em um esforço para prevenir futuros ataques terroristas.

#### Afeganistão

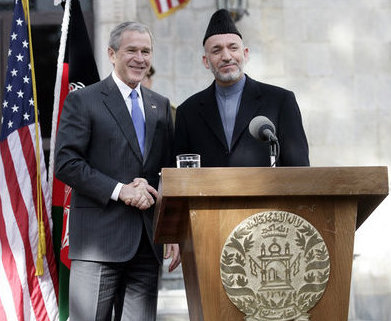
Bush com Hamid Karzai, Presidente do Afeganistão, em 2006

Após o 11 de setembro, o governo Bush decidiu realizar uma ação militar decisiva para punir o governo do Afeganistão, que abrigava os líderes da Al Qaeda. A política externa de Bush concluiu que o lançamento de ataques contra as bases da Al Qaeda não impediria ataques futuros, e o Presidente decidiu autorizar uma invasão do Afeganistão. Seus principais objetivos era derrubar o governo Talibã, expulsar a Al Qaeda do Afeganistão e capturar líderes importantes do grupo terrorista. Em 14 de setembro, o Congresso aprovou uma resolução chamada Autorização para o Uso de Força Militar contraterroristas, autorizando o Presidente a usar os militares contra os responsáveis pelos ataques. Em 6 de outubro de 2001, Bush autorizou a invasão do Afeganistão.
O general Tommy Franks, Comandante do Comando Central dos Estados Unidos (CENTCOM), elaborou um plano de invasão composto por quatro fases. Na primeira fase, os americanos construíram forças na área circundante e inseriram agentes da CIA e forças especiais que se uniram à Aliança do Norte, uma organização político-militar oposta ao Talibã. A segunda fase consistiu em uma grande campanha aérea contra os alvos do Talibã e da Al-Qaeda, enquanto a terceira fase envolveu a derrota das forças restantes desses dois grupos. A quarta e última fase consistiu na estabilização do Afeganistão, a qual Franks estimou que levaria de três a cinco anos. A Guerra no Afeganistão começou em 7 de outubro com vários ataques aéreos e de mísseis. Em 19 de outubro, a Aliança do Norte começou sua ofensiva, e a capital Cabul foi capturada em 13 de novembro. Hamid Karzai foi empossado como o novo Presidente do Afeganistão, mas os líderes seniores do Talibã e da Al-Qaeda, incluindo Osama Bin Laden, não foram capturados. Karzai permaneceu no poder durante toda a Presidência de Bush, proporcionando um período de crescimento econômico que foi auxiliado por investimentos norte-americanos. Entretanto, o Afeganistão também sofreu grandes problemas com a corrupção, e os talibãs se reagruparam no vizinho Paquistão.

#### Iraque

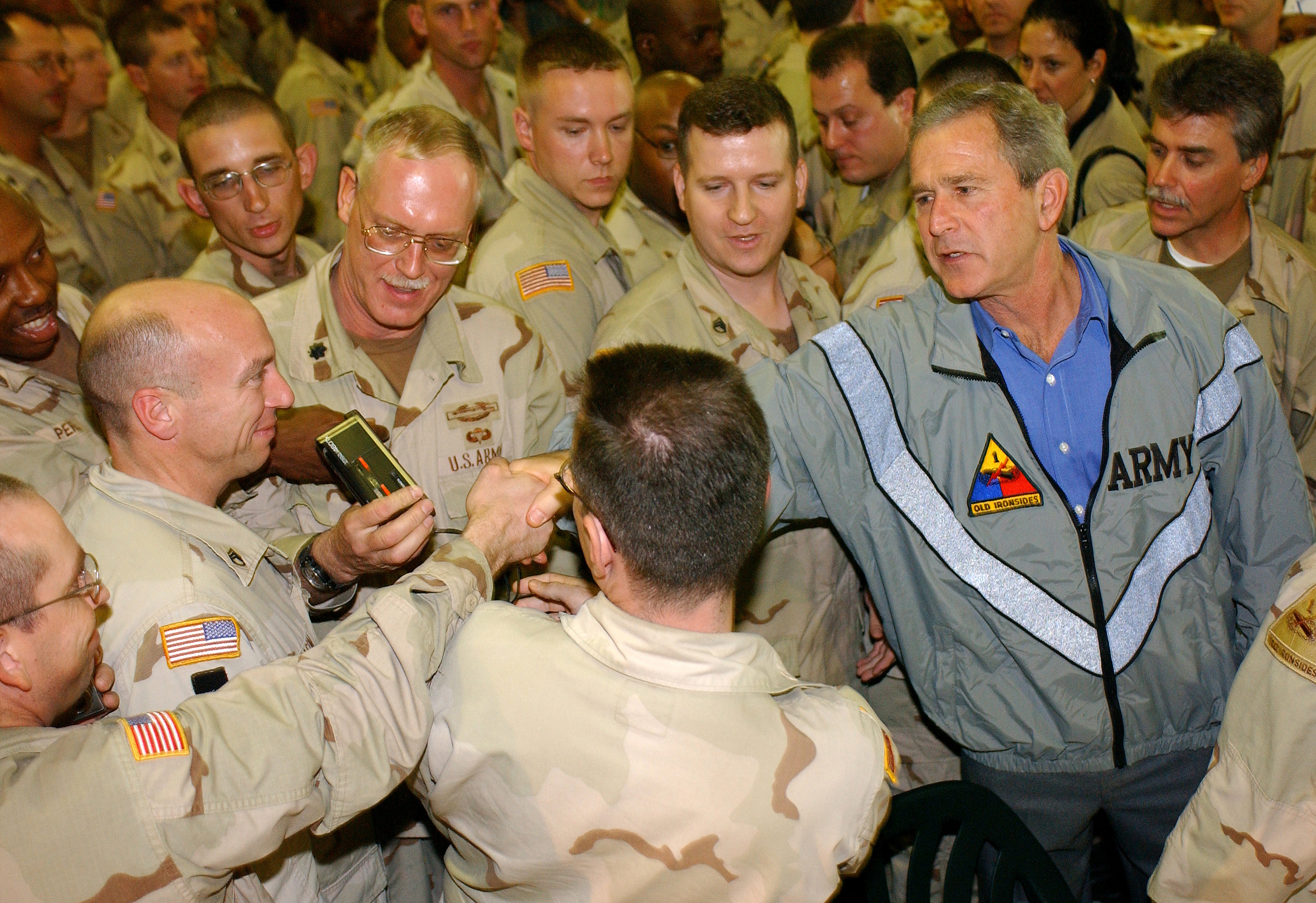
Bush cumprimentando militares no Aeroporto Internacional de Bagdá, em novembro de 2003

Começando com o discurso do Estado da União de 2002, Bush passou a focar atenção no Iraque, que classificou como aliado de terroristas e que gerava "um perigo grave e crescente" para os interesses dos Estados Unidos por meio da posse de armas de destruição em massa. Na segunda metade de 2002, relatórios da CIA continham afirmações sobre a intenção de Saddam Hussein de reconstituir programas de armas nucleares, não contabilizando devidamente as armas biológicas e químicas iraquianas e que alguns mísseis apresentavam uma faixa maior que a permitida. Alegações de que o governo Bush exagerou ou manipulou a ameaça e as evidências das capacidades do Iraque possuir armas de destruição em massa acabaram se tornando uma grande crítica ao Presidente.
No final de 2002 e início de 2003, Bush instou as Nações Unidas a impor mandatos de desarmamento ao Iraque, precipitando uma crise diplomática. Em novembro de 2002, Hans Blix e Mohamed ElBaradei lideraram os inspetores de armas da ONU no Iraque, mas foram avisados pelos Estados Unidos para sair do país quatro dias antes da invasão norte-americana, apesar de seus pedidos por mais tempo para completar suas tarefas. Os Estados Unidos buscaram inicialmente uma resolução do Conselho de Segurança das Nações Unidas que autorizasse o uso da força militar, mas desistiu da iniciativa devido à vigorosa oposição de vários países.

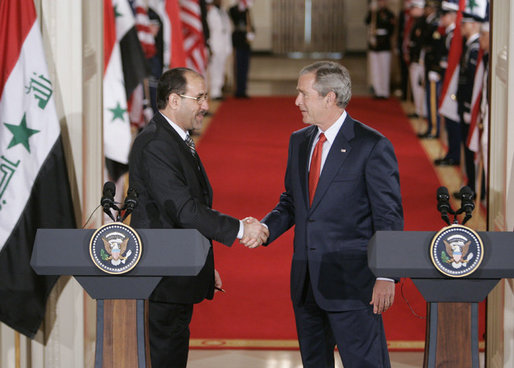
Bush cumprimentando Nouri al-Maliki, Primeiro-ministro do Iraque, em julho de 2006

Mais de vinte nações (mais notavelmente o Reino Unido) designaram a "coalizão militar" e juntaram-se aos Estados Unidos para invadir o Iraque. Eles iniciaram a invasão em 20 de março de 2003. O exército iraquiano foi rapidamente derrotado. A capital, Bagdá, foi capturada em 9 de abril de 2003. Em 1º de maio, Bush declarou o fim das principais operações de combate no Iraque. O sucesso inicial das operações dos Estados Unidos aumentou a popularidade do Presidente, mas os norte-americanos e as forças aliadas enfrentaram uma crescente insurgência liderada por grupos sectários; o discurso "Missão cumprida" de Bush foi mais tarde criticado como tendo sido prematuro. De 2004 a 2007, a situação no Iraque se deteriorou ainda mais, com alguns observadores argumentando que houve uma guerra civil em grande escala no país. As políticas de Bush receberam críticas, incluindo demandas internas para estabelecer um cronograma para retirar tropas do Iraque. O relatório de 2006 do Grupo de Estudos Bipartidário do Iraque, liderado por James Baker, ex-secretário de Estado, concluiu que a situação no país era "grave e deteriorando-se". Enquanto Bush admitia que havia erros estratégicos em relação à estabilidade do Iraque, continuou afirmando que não mudaria a estratégia inicial desenvolvida.
Em janeiro de 2005, as primeiras eleições livres e democráticas em cinquenta anos foram realizadas no Iraque. Jalal Talabani foi eleito Presidente e Nouri al-Maliki tornou-se o Primeiro-ministro. Um referendo aprovou uma nova Constituição em outubro de 2005. Em janeiro de 2007, Bush anunciou um aumento de 21 500 soldados no Iraque, bem como um programa de trabalho para os iraquianos, mais projetos de reconstrução e 1,2 bilhão para essas iniciativas. Em maio de 2007, em seu segundo veto, Bush vetou um projeto de lei que estabeleceria um prazo para a retirada das tropas norte-americanas, dizendo que o debate sobre o conflito era "compreensível", mas insistindo que uma presença contínua dos Estados Unidos era crucial. Em março de 2008, Bush elogiou a "decisão ousada" do governo iraquiano de lançar a Batalha de Baçorá contra o Exército Mahdi, chamando-o de "um momento decisivo na história de um Iraque livre". Em julho de 2008, as mortes de tropas norte-americanas atingiram seu número mais baixo desde o início da guerra e, devido à maior estabilidade no Iraque, Bush anunciou a retirada de forças adicionais estadunidense. O Iraq Body Count estimou que, de 2003 a 2009, os conflitos no Iraque causaram a morte de 104 mil civis iraquianos e 4,3 mil soldados norte-americanos.

#### Técnicas de interrogatórios

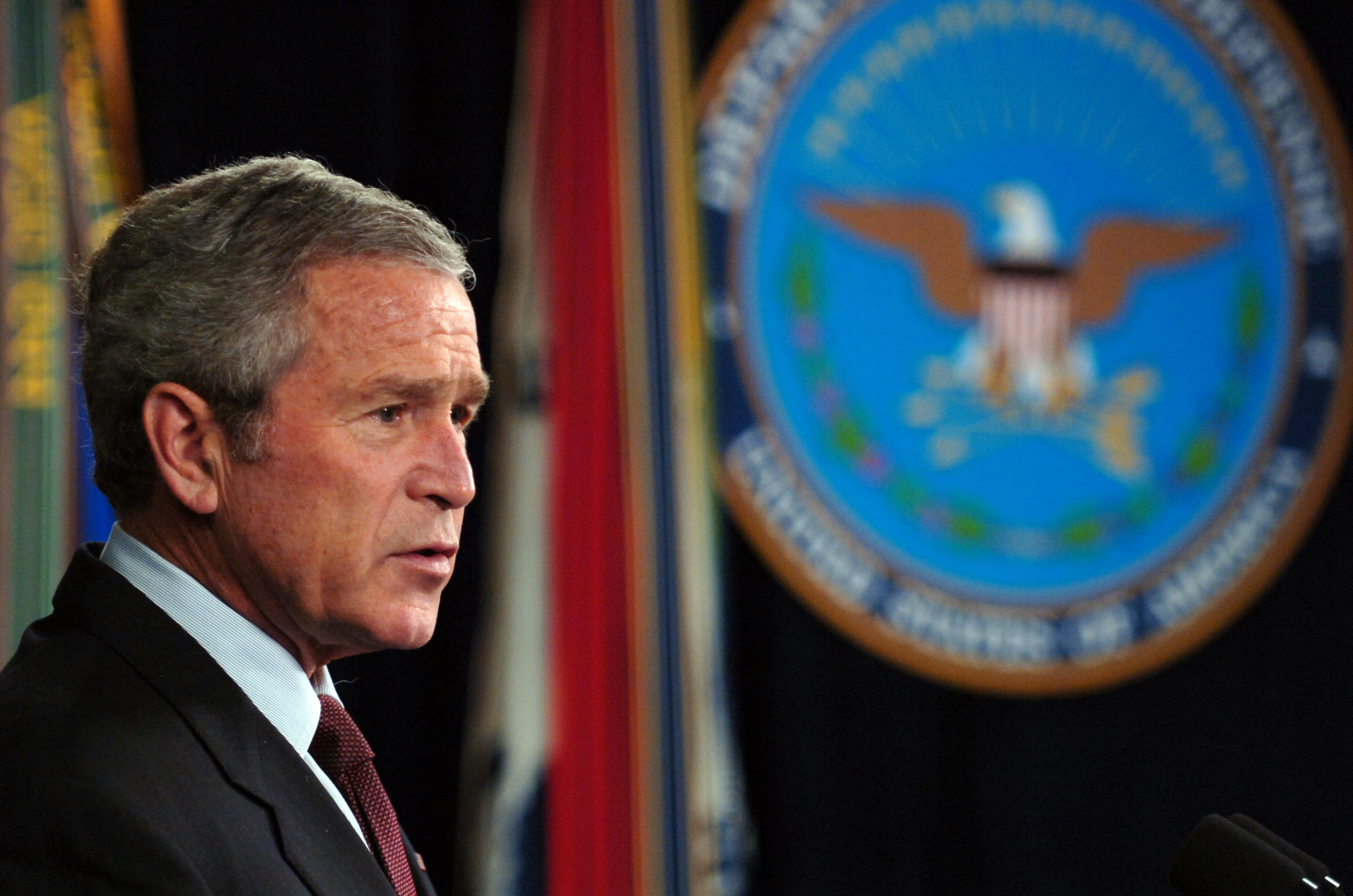
Bush conversando com repórteres no Pentágono, em janeiro de 2006

Bush autorizou a CIA a usar o afogamento simulado e várias outras "técnicas de interrogatório aprimoradas" que vários críticos, incluindo Barack Obama, rotularam como tortura. Entre 2002 e 2003, a CIA considerou que algumas técnicas de interrogatórios aprimoradas, como o afogamento simulado, eram legais com base em uma opinião legal secretamente emitida pelo Departamento de Justiça, argumentando que os terroristas detidos não estavam protegidos pela proibição de tortura imposta pela Convenção de Genebra e o Vice-presidente Cheney afirmou que ambas as práticas não eram tortura ou ilegais. A CIA tinha executado a técnica em certos principais suspeitos de terrorismo sob a autoridade dada pelo Memorando Bybee do Procurador-geral, apesar de que esse memorando tenha sido posteriormente revogado. Embora proibidas pelo Manual de Operações do Exército, que estabeleceu que "essas severas táticas de interrogatório suscitam informações pouco confiáveis", o governo Bush acreditava que esses interrogatórios aprimorados "forneceram informações cruciais" para preservar vidas norte-americanas. Os críticos, como o ex-oficial da CIA Bob Baer, declararam que tais informações eram suspeitas: "você pode confessar qualquer coisa se a tortura for ruim o suficiente".
Em outubro de 2006, Bush sancionou o Ato de Comissões Militares de 2006, uma lei proposta após a Suprema Corte decidir que o Presidente não possuía autoridade para instituir tribunais para detentos da Baía de Guantánamo. O ato permitiu que o governo dos Estados Unidos processasse combatentes inimigos ilegais por uma comissão militar, em vez de um julgamento padrão, além de proibir a tortura dos detentos, embora permitindo ao Presidente determinar o que constitui tortura. Em março de 2008, Bush vetou um projeto de lei que teria expandido a supervisão do Congresso sobre a comunidade de inteligência e proibido o uso do afogamento simulado, bem como outras formas de interrogatório não permitidas pelo Manual de Operações do Exército, afirmando: "o projeto de lei que o Congresso me enviou tiraria uma das ferramentas mais valiosas da Guerra ao Terror". Em abril de 2009, memorandos obtidos pela União Americana pelas Liberdades Civis revelaram que o uso de tais "técnicas de interrogatório aprimoradas", incluindo o afogamento simulado, era muito mais intensa do que a autorizada pelo Departamento de Justiça.

#### Vigilância

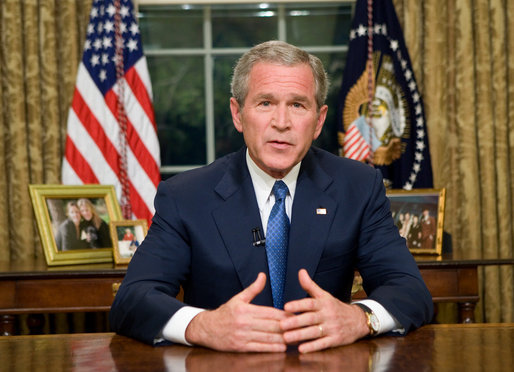
Bush no Salão Oval em maio de 2006

Após os eventos de 11 de setembro, Bush emitiu uma ordem executiva autorizando o Programa de Vigilância do Presidente, que incluiu permitir que a Agência de Segurança Nacional (NSA) monitorasse as comunicações entre terroristas suspeitos de fora dos Estados Unidos e pessoas de dentro do território norte-americano sem obter uma autorização, conforme exigido pelo Ato de Vigilância de Inteligência Estrangeira (FISA). A partir de 2009, as outras disposições do programa permaneceram com um elevado grau de confidencialidade. Uma vez que o Conselho Jurídico do Departamento de Justiça questionou sua opinião original de que o FISA não se aplicava em momentos de guerra, o programa foi subsequentemente reautorizado pelo Presidente, que argumentou que os requisitos de garantia do FISA foram substituídos implicitamente pela sanção do Ato de Aprovação para Uso da Força Militar Contra Terroristas. O programa provou ser controverso, com críticos do governo, bem como organizações como a Associação dos Advogados Americanos, argumentando que era ilegal. Em agosto de 2006, um juiz de uma corte distrital dos Estados Unidos decidiu que o programa de vigilância eletrônica da NSA era inconstitucional, mas em julho de 2007 essa decisão foi derrubada pelo Tribunal de Apelações dos Estados Unidos para o Sexto Circuito, que concluiu que os demandantes não tinham legitimidade. Em janeiro de 2007, o Procurador-geral Alberto Gonzales informou os líderes do Senado que o programa não seria reautorizado pelo Presidente, mas seria submetido à fiscalização judicial. Mais tarde, em 2007, a NSA lançou um substituto para o programa, denominado PRISM, que estava sujeito à supervisão do Tribunal de Vigilância da Inteligência Estrangeira dos Estados Unidos. Este programa não foi divulgado publicamente até que reportagens do The Washington Post e The Guardian surgiram em junho de 2013.

#### Acordos de livre-comércio

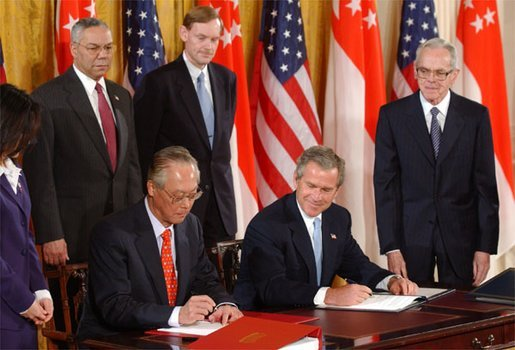
Bush assinando um acordo de livre-comércio com Singapura, em 2005

Acreditando que o protecionismo prejudicou o crescimento econômico, Bush celebrou acordos de livre-comércio com vários países. Quando assumiu o cargo, os Estados Unidos tinham tais acordos com apenas três países: Israel, Canadá e México. Em 2003, Bush firmou um acordo de livre-comércio com o Chile e outro com Singapura. Em 2004, estabeleceu acordos com Marrocos e a Austrália. Até o final de seu governo, também concluiu acordos de livre-comércio com Bahrein, Omã, Peru e América Central e República Dominicana. Além disso, chegou a tratados com a Coreia do Sul, Colômbia e Panamá, mas os acordos com esses países não foram ratificados até 2011.

#### Rússia

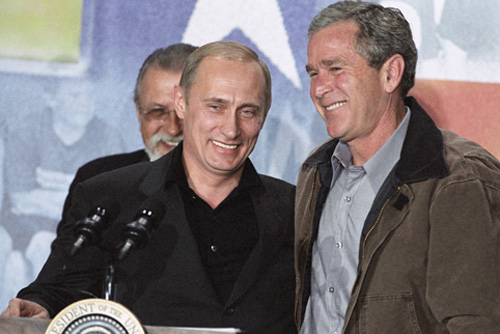
Bush e Vladimir Putin, Presidente da Rússia, em novembro de 2001

Bush enfatizou a criação de uma relação pessoal com o Presidente russo Vladimir Putin, a fim de assegurar relações harmoniosas entre Estados Unidos e Rússia. Depois de se encontrarem em junho de 2001, ambos os presidentes expressaram otimismo em relação a cooperação entre os dois ex-rivais da Guerra Fria. Após os ataques do 11 de setembro, Putin permitiu que os americanos usassem o espaço aéreo russo e incentivou os Estados da Ásia Central a concederem direitos basais aos Estados Unidos. Em maio de 2002, os Estados Unidos e a Rússia assinaram o Tratado sobre Reduções de Ofensiva Estratégica, que buscava reduzir drasticamente os estoques nucleares de ambos os países.

#### África
Bush iniciou o Plano de Emergência do Presidente dos Estados Unidos para o Alívio da AIDS (PEPFAR). O governo dos Estados Unidos gastou cerca de 44 bilhões no projeto desde 2003 (um valor que inclui sete bilhões em contribuição para o Fundo Global de Combate à AIDS, Tuberculose e Malária, uma organização multilateral), salvando cerca de cinco milhões de vidas. De acordo com o correspondente Peter Baker, do The New York Times, "Bush fez mais para parar a AIDS e mais para ajudar a África do que qualquer Presidente antes ou depois".

#### Índia

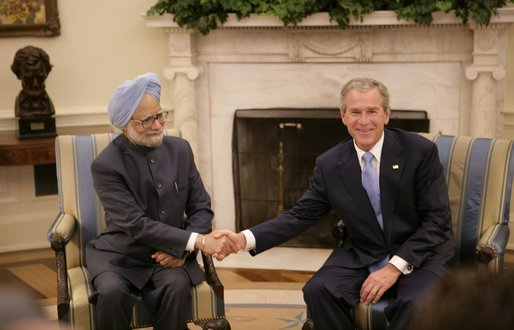
Bush cumprimentando Manmohan Singh, Primeiro-ministro da Índia, em julho de 2005

Em março de 2006 Bush visitou a Índia, renovando os laços entre os dois países e revertendo décadas da política norte-americana para o país. A visita concentrou-se particularmente nas áreas de energia nuclear e cooperação antiterrorista; as discussões levaram ao Pacto nuclear entre os Estados Unidos e a Índia. Esta estratégia contrastou radicalmente com a posição tomada por seu antecessor, Clinton, cuja abordagem e resposta à Índia após os testes nucleares de 1998 foi a de sanções e recriminações. A relação entre a Índia e os Estados Unidos foi uma das que mais melhoraram durante o mandato de Bush.

#### Coreia do Norte
A Coreia do Norte desenvolveu armas de destruição em massa durante vários anos antes do governo Bush e o governo Clinton procurou trocar assistência econômica pelo fim do programa nuclear norte-coreano. Embora o Secretário de Estado, Colin Powell, exortasse a continuação da aproximação, outros funcionários do governo, incluindo o Vice-presidente Cheney, eram mais céticos quanto à boa fé dos norte-coreanos. Bush, em vez disso, procurou isolar a Coreia do Norte na esperança de que o regime acabaria por colapsar.
A Coreia do Norte lançou testes de mísseis em 5 de julho de 2006, levando à Resolução 1695 do Conselho de Segurança das Nações Unidas. Em 3 de outubro, os norte-coreanos afirmaram que "a ameaça extrema dos Estados Unidos de uma guerra nuclear e as sanções e a pressão obrigam a RPDC [Coreia do Norte] a realizar um teste nuclear", o que o governo Bush negou e denunciou. Dias depois, a Coreia do Norte cumpriu sua promessa e realizou testes com armas nucleares. Em 14 de outubro, o Conselho de Segurança aprovou por unanimidade a Resolução 1718 do Conselho de Segurança das Nações Unidas, sancionando a Coreia do Norte por ter realizado o teste. Nos últimos dias de sua Presidência, Bush tentou reabrir as negociações com a Coreia do Norte, mas os norte-coreanos continuaram a desenvolver seus programas nucleares.

#### Cuba
Em agosto de 2006, o presidente George W. Bush disse, em intenção aos habitantes da ilha: "Nós os apoiaremos em seus esforços para estabelecer em Cuba um governo de transição comprometido com a democracia", ameaçando "tomar nota" da atitude daqueles que, adeptos do regime atual, se opusessem a uma "Cuba livre". Fixando a ajuda dos Estados Unidos a Cuba em 62,8 milhões de euros, estes recursos serão direcionados diretamente aos "dissidentes", que serão treinados e receberão equipamentos e materiais.
Em 2005, Washington nomeou um coordenador para a transição em Cuba, Caleb McCarry (que antes ocupava um posto no Afeganistão). No dia 10 de julho de 2006, um relatório da Comissão de Ajuda à Cuba Livre, copresidida pela secretária de Estado Condoleezza Rice e pelo secretário do Comércio Carlos Gutiérrez, alegou que tudo vinha sendo feito "para que a estratégia de sucessão do regime de Castro não fosse coroada de sucesso".

### Imagem cultural e política

#### Imagem

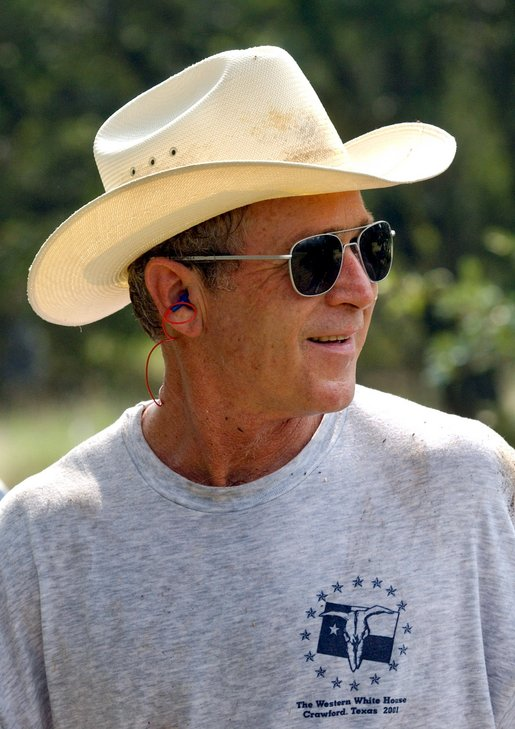
O Presidente Bush em sua fazenda em Crawford, Texas, em agosto de 2002

A formação de Bush no Oeste do Texas, seu sotaque, suas férias em sua fazenda e sua propensão para as metáforas do país contribuíram para a formação de sua imagem de cowboy. Piers Morgan, editor do Daily Mirror, disse: "Eu acho que as pessoas olham para ele e pensam em John Wayne". Sugeriu-se que o sotaque de Bush era uma escolha consciente, como forma de se distinguir dos intelectuais do Nordeste e ancorando-se às raízes do Texas. Ambos os apoiadores e detratores indicaram sua personalidade como razões para apoiá-lo ou criticá-lo.
Bush foi parodiado pela mídia, comediantes e outros políticos. Os detratores tendiam a citar erros linguísticos cometidos por Bush durante seus discursos públicos, que ficaram conhecidos como "Bushismos". Alguns especialistas denominaram Bush como "o pior Presidente de sempre". Em contraste com seu pai, que foi considerado como tendo problemas com um tema unificador abrangente, Bush abraçou visões amplas e foi visto como um homem de ideias maiores e associado a grandes riscos. Tony Blair escreveu em 2010 que a caricatura de Bush como sendo burro era "ridícula" e que ele era "muito inteligente". Em uma entrevista para a Playboy, o colunista David Brooks, do The New York Times, afirmou que George W. Bush "tinha sessenta pontos de QI mais inteligentes em privado do que quando estava em público. Ele não quer que ninguém pense que ele é mais esperto do que eles, e então faz um ato do Texas".

#### Índices de aprovação
Bush iniciou sua Presidência com índices de aprovação próximos a 50%. Após os ataques de 11 de setembro, Bush chegou a ser aprovado por 90% da população, mantendo uma aprovação de 80% a 90% por quatro meses após os ataques. Ele permaneceu tendo mais de 50% durante a maior parte do seu primeiro mandato e depois caiu para 19% em seu segundo. Em 2000 e 2004, anos em que foi eleito e reeleito Presidente, respectivamente, a Time nomeou Bush como a Pessoa do Ano, um título concedido a alguém que os editores acreditam que "tenha feito o máximo para influenciar os eventos do ano". Em maio de 2004, a Gallup indicou que 89% do eleitorado republicano aprovava Bush. No entanto, o apoio diminuiu devido principalmente a uma minoria dos republicanos que estava frustrada com a maneira que o Presidente administrava os gastos, a imigração ilegal e assuntos relacionados ao Oriente Médio.

Pesquisas de opinião feitas pela Gallup/USA Today sobre a aprovação de Bush entre 2001 a 2009:
aprova
desaprova
incerto

Nas Forças Armadas dos Estados Unidos, de acordo com uma pesquisa não científica, o Presidente foi fortemente apoiado na eleição presidencial de 2004. Enquanto 73% dos militares disseram que votariam em Bush, 18% preferiram John Kerry. De acordo com Peter Feaver, cientista político da Universidade Duke que estudou as inclinações políticas dos militares dos Estados Unidos, os membros dos serviços armados apoiaram Bush pois o consideraram mais apto do que Kerry para completar a Guerra no Iraque.
Antes de ser empossado para seu segundo mandato, em dezembro de 2004 o índice de aprovação de Bush ficou abaixo de 50% em uma pesquisa conduzida pela Associated Press e Ipsos. Em seu segundo mandato, sua aprovação e a aprovação da forma como lidava com questões de política interna e externa caíram constantemente. Bush recebeu fortes críticas pela forma como administrava a Guerra do Iraque, sua resposta ao Furacão Katrina e aos abusos contra prisioneiros de Abu Ghraib, a vigilância sem autorização da NSA, o caso Plame-Wilson e as controvérsias ligadas ao campo de detenção de Guantánamo. Tais críticas tornaram-se cada vez mais fervorosas de todo o espectro político e houve quem pedisse seu impeachment, embora a maioria das pesquisas demonstrou que uma pluralidade dos norte-americanos não apoiaram tal ação. Os argumentos de quem apoiava caçar o Presidente geralmente se centraram na controvérsia da vigilância efetuada pela NSA sem mandado judicial, a justificativa para a Guerra no Iraque, e alegadas violações das Convenções de Genebra. O Representante democrata Dennis Kucinich, de Ohio, apresentou 35 supostas violações passíveis de impeachment contra Bush em junho de 2008, mas a Presidente da Câmara, Nancy Pelosi, declarou que a medida estava "fora da mesa".
No início de 2008, seu último ano no cargo, a aprovação de Bush havia diminuído para apenas 19%, em grande parte devido à perda de apoio entre os republicanos. Ao comentar sua baixa aprovação e acusações de ser "o pior Presidente", Bush dizia: "Eu tomo decisões sobre o que eu acho correto para os Estados Unidos com base em princípios. Eu, francamente, não me importo com as pesquisas". Na primavera daquele ano, as avaliações de desaprovação de Bush atingiram o máximo já registrado para qualquer Presidente na história das pesquisas da Gallup, realizadas desde Franklin D. Roosevelt, com 69% dos entrevistados em abril de 2008 desaprovando o trabalho que Bush estava fazendo como Presidente e 28% aprovando—a maioria (66%) dos republicanos ainda aprovava Bush.
Nas pesquisas realizadas no outono de 2008, pouco antes da eleição presidencial de novembro, a aprovação de Bush permaneceu em níveis historicamente baixos de 19% a 20%, enquanto seus índices de desaprovação variaram de 67% até 75%. Na pesquisa realizada pela Gallup de 9 a 11 de janeiro de 2009, sua aprovação final foi de 34%, que o colocou no mesmo nível de Jimmy Carter e Harry S. Truman, os outros presidentes cujas  aprovações finais nesta pesquisa mediram na casa dos 30% (a avaliação final de aprovação de Richard Nixon foi ainda menor, de 24%). Segundo uma pesquisa da CBS News e do New York Times realizada de 11 a 15 de janeiro de 2009, a aprovação final de Bush como Presidente foi de 22%, a mais baixa da história norte-americana.

#### Percepções no exterior

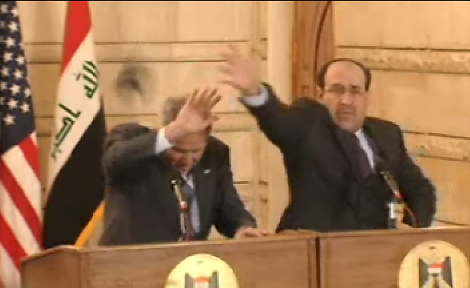
Bush, ao lado de al-Maliki, desviando de um sapato arremessado por Muntadhar al-Zaidi, que alegadamente o fez para "protestar contra a ocupação do Iraque".

Bush foi criticado internacionalmente e visado pelas campanhas globais antiguerra e antiglobalização pela política externa de seu governo. As opiniões sobre Bush na comunidade internacional—até mesmo na França, um aliado próximo dos Estados Unidos—foram mais negativas do que as da maioria dos Presidentes norte-americanos anteriores. Bush foi descrito como tendo relações pessoais especialmente estreitas com Tony Blair do Reino Unido e Vicente Fox do México, embora as relações formais às vezes estivessem tensas. Outros líderes, como Hamid Karzai do Afeganistão, Yoweri Museveni de Uganda, José Luis Rodríguez Zapatero da Espanha, e Hugo Chávez da Venezuela criticaram abertamente o Presidente. Mais tarde no governo Bush, surgiram tensões entre ele e Vladimir Putin, o que levou a um resfriamento do relacionamento dos dois líderes.
Em 2005, a maioria dos entrevistados em dezoito dos 21 países pesquisados em todo o mundo tinha uma opinião desfavorável sobre Bush. Os entrevistados indicaram que consideravam seu governo como negativo para a segurança mundial. Em 2007, o Pew Global Attitudes Project informou que, durante a Presidência de Bush, as atitudes em relação aos Estados Unidos e aos norte-americanos tornaram-se menos favoráveis em todo o mundo. Uma pesquisa realizada em março de 2007 pela Zogby International e a Universidade de Maryland descobriu que Bush era o líder mais impopular no mundo árabe. A pesquisa de 2007 do Pew Global Attitudes Project indicou que, de 47 países, em apenas nove a maioria dos entrevistados expressava "muita confiança" ou "alguma confiança" em Bush: Etiópia, Gana, Índia, Israel, Costa do Marfim, Quênia, Mali, Nigéria e Uganda.

## Pós-presidência

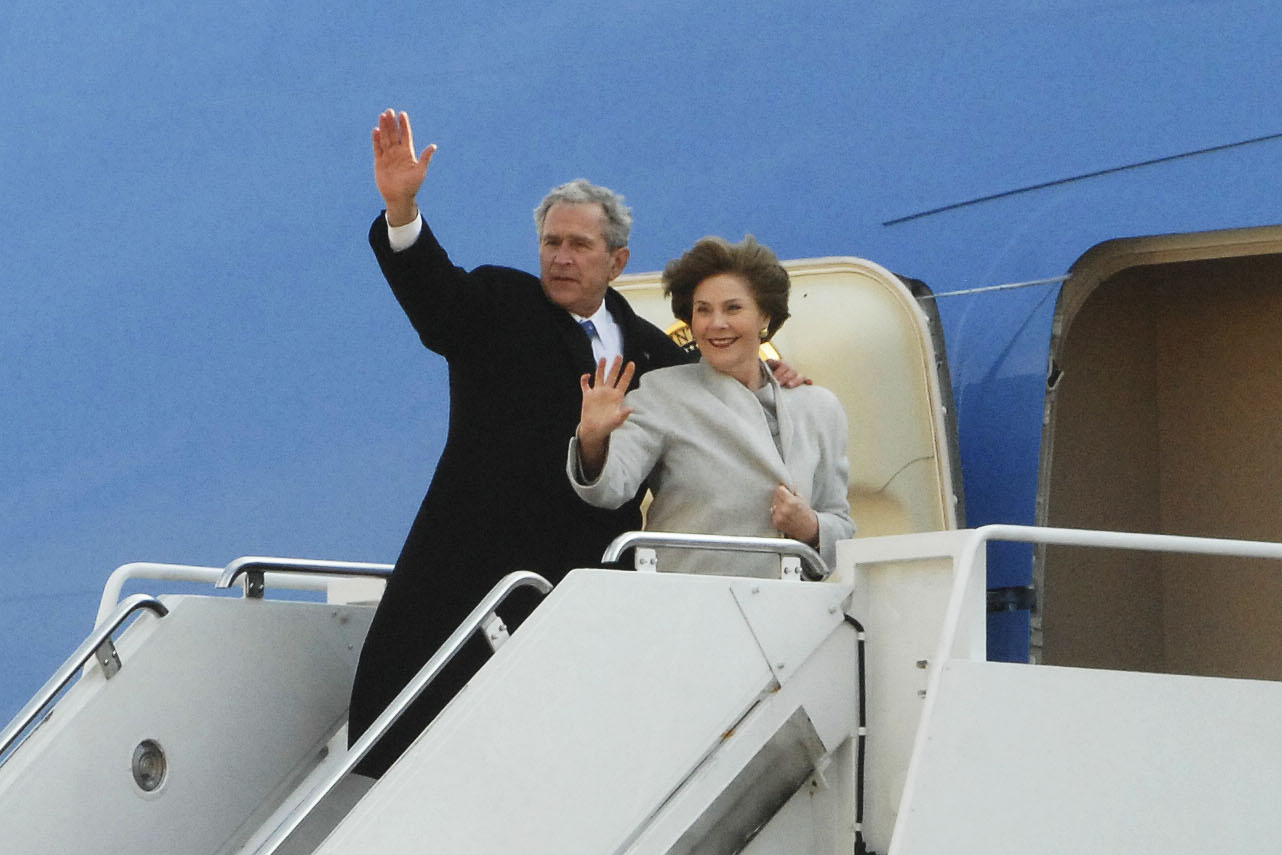
George e Laura Bush acenando antes de voltarem para o Texas, em 20 de janeiro de 2009

Após a posse de Barack Obama em janeiro de 2009, Bush e sua família voaram da Base da Força Aérea de Andrews para uma celebração de regresso em Midland, e em seguida retornaram à fazenda em Crawford. Eles compraram uma casa em Preston Hollow, Dallas, onde se estabeleceram. O Centro Presidencial George W. Bush, que abriga um museu e uma biblioteca, foi inaugurado em Dallas em abril de 2013.
Em 2010, Bush publicou suas memórias na Presidência no seu livro Decision Points, onde tentou justificar algumas de suas decisões. Apesar de aparecer em alguns programas de televisão, manteve-se discreto e evitou debates políticos, especialmente não respondendo a perguntas sobre o que achava do seu sucessor. Durante uma aparição de pré-lançamento promovendo suas memórias, Bush disse que considerou manter "o país seguro em meio a um perigo real" como sua maior conquista, e seu maior fracasso a incapacidade de garantir a aprovação da reforma da Previdência Social. Também defendeu o uso das "técnicas de interrogatório aprimoradas", especificamente o afogamento simulado de Khalid Sheikh Mohammed, declarando: "Eu faria novamente para salvar vidas".
A primeira aparição pública significativa de Bush no cenário mundial foi após o terremoto que atingiu o Haiti em 2010, quando ele e Bill Clinton criaram um fundo para arrecadar dinheiro para ajudar as vítimas. O ex-presidente também dedicou-se a pintura como passatempo. Ele pintava coisas do seu dia-dia, como seus cachorros, e até mesmo fazia retrato de líderes mundiais, como Vladimir Putin e Tony Blair. Sua primeira exposição foi em abril de 2014.
No campo político, Bush endossou Mitt Romney para a eleição presidencial de 2012, mas não apoiou o nomeado por seu partido para a eleição de 2016, o empresário Donald Trump. Nas primárias republicanas de 2016, Bush apoiou e participou de eventos de campanha de seu irmão, Jeb Bush, ex-governador da Flórida que acabou desistindo após as primárias iniciais. Bush e sua esposa votaram em branco na eleição geral, mas compareceram à posse de Trump em janeiro de 2017.

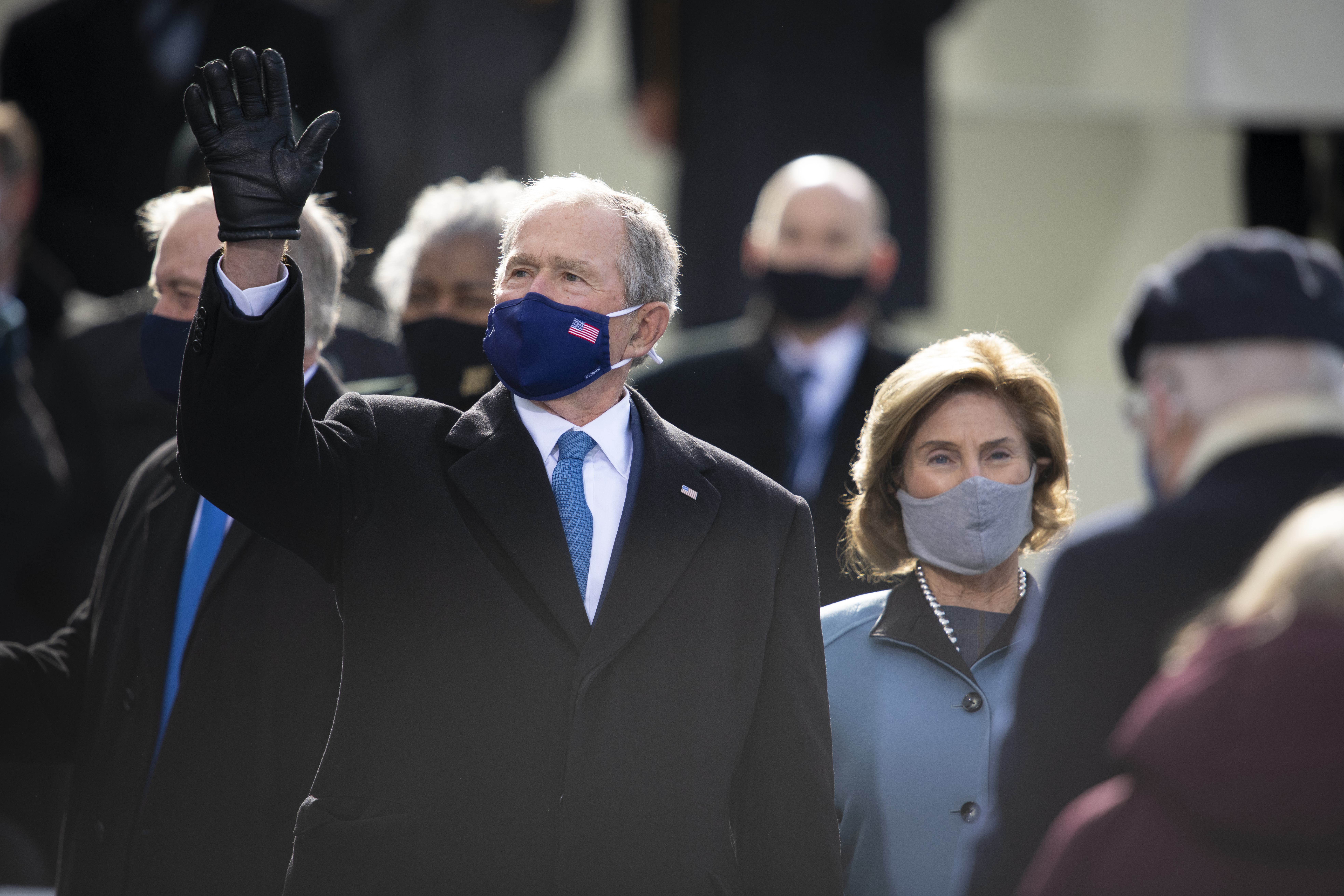
Bush na posse de Joe Biden, em janeiro de 2021.

Bush não endossou nenhum candidato na eleição presidencial de 2020. Ele também não compareceu na Convenção do Partido onde o presidente Trump foi renomeado. Numa entrevista para a revista People, em abril de 2021, Bush afirmou não ter votado em nenhum dos dois candidatos. Quando Biden foi declarado vitorioso na eleição, Bush o parabenizou publicamente.
Em 6 de janeiro de 2021, após a Invasão do Capitólio por partidários de Donald Trump, Bush repudiou o ocorrido junto com outros ex-presidentes vivos, Barack Obama, Bill Clinton e Jimmy Carter, afirmando: "é assim que os resultados das eleições são disputados em uma república das bananas, não numa república democrática" e completou dizendo que o ocorrido foi "uma visão doentia e comovente". Ele também qualificou o ocorrido como uma "insurreição". Em 20 de janeiro de 2021, Bush e Laura compareceram a posse de Joe Biden, junto com Barack Obama, Michelle Obama, Bill Clinton e Hillary Clinton.

## Legado

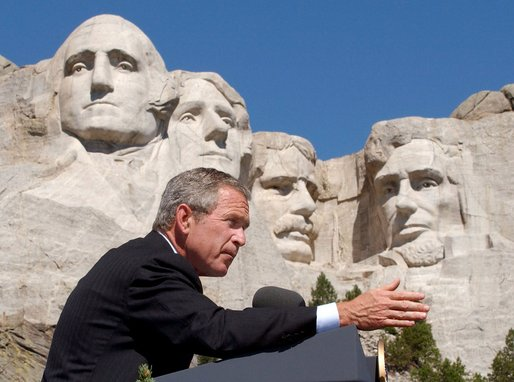
Bush discursando no Monte Rushmore, Dakota do Sul, em agosto de 2002

A Presidência de George W. Bush foi classificada entre as piores em pesquisas de estudiosos publicadas no final dos anos 2000 e 2010. De qualquer forma, o legado do Presidente Bush continua desenvolvendo-se. Os defensores acreditam que as políticas antiterroristas de Bush impediram que outro grande ataque terrorista ocorresse nos Estados Unidos depois do 11 de setembro e também elogiaram a expansão do Medicare e o programa de combate à AIDS, conhecido como PEPFAR. Os críticos muitas vezes apontam para a forma como lidou com a Guerra do Iraque, especificamente o fracasso em encontrar armas de destruição em massa, que foram as principais razões para a invasão inicial—bem como sua atuação na política fiscal, o Furacão Katrina, as mudanças climáticas e a crise financeira de 2008—como provas de que Bush não era apto a ser Presidente.
Vários historiadores e comentaristas afirmaram que Bush foi um dos presidentes mais consequentes da história norte-americana. O estudioso da Universidade de Princeton Julian Zelizer descreveu a Presidência de Bush como "transformadora" e disse que "algumas pessoas o odeiam, algumas pessoas o amam, mas acho que ele terá uma percepção muito mais substancial a medida que o tempo passar". Bryon Williams do The Huffington Post se referiu a Bush como "o Presidente mais notável desde FDR" e, como prova, afirmou que o Ato Patriota "aumentou a autoridade do poder executivo à custa das opiniões judiciais sobre quando as buscas e apreensões são razoáveis". O governo Bush presidiu as maiores reduções de impostos desde o governo de Ronald Reagan, e suas reformas na segurança doméstica provaram ser a expansão mais significativa do governo federal desde a Grande Sociedade. Muitas dessas políticas perduraram no governo de Barack Obama. Em 2010, uma pesquisa do Instituto de Pesquisa de Siena sobre as opiniões de historiadores, cientistas políticos e estudiosos de presidentes classificou Bush como o 39.º melhor de 43 presidentes. Os entrevistados deram a Bush baixas classificações sobre o manejo da economia dos Estados Unidos, comunicação, capacidade para compromissos, realizações na política externa e inteligência.
Entre o público, a reputação de Bush melhorou um pouco desde que seu mandato terminou. Em fevereiro de 2012, a Gallup informou que "os norte-americanos ainda classificam George W. Bush entre os piores presidentes, embora seus pontos de vista tenham se tornado mais positivos nos três anos desde que ele deixou o cargo". A Gallup observou anteriormente que os índices de favorabilidade de Bush em pesquisas de opinião pública começaram a aumentar um ano depois de ter deixado o cargo, de 40% em janeiro de 2009 e 35% em março de 2009, para 45% em julho de 2010, um período durante o qual ele permaneceu em grande parte fora da mídia. Em abril de 2013, Bush teve 47% de aprovação e 50% de desaprovação em uma pesquisa realizada conjuntamente pelo The Washington Post e ABC, o que constituiu sua maior aprovação desde dezembro de 2005. Bush havia alcançado ganhos notáveis entre idosos, brancos sem universidade, democratas moderados e conservadores desde que deixou o cargo, embora a maioria desaprovava seu manejo da economia (53%) e da Guerra do Iraque (57%). Na mesma época, uma pesquisa feita pela CNN mostrou que 55% dos norte-americanos disseram que a Presidência de Bush foi um fracasso, com opiniões divididas em linhas partidárias e 43% dos independentes considerando-a um sucesso.

## Nota
- Texto inicialmente baseado na tradução dos artigos «George W. Bush» na Wikipédia em inglês (acessado nesta versão) e «Presidency of George W. Bush» na Wikipédia em inglês (acessado nesta versão).